# 2025-ös Tour de Hongrie
A 2025-ös Tour de Hongrie a sorozat történetének 46., és egyben a sorozat 100. évfordulós versenye, amit 2025. május 14. és május 18. között bonyolítottak le a 2025-ös UCI ProSeries részeként. A verseny többnapos, UCI 2.Pro kategóriás országútikerékpár-verseny. Az öt szakaszból álló verseny teljes hossza 875 km, az összesített szintkülönbség 7255 méter. A 210 km-es első szakasz a leghosszabb szakasz a Tour de Hongrie-n 2008 óta. A verseny ebben az évben is a Giro d’Italiával párhuzamosan került megrendezésre. A verseny szervezője a Vuelta Kft., rendezője Eisenkrammer Károly, versenyigazgatója Szilasi László.
Az összetett versenyt az ecuadori Harold Martín López nyerte, 7 másodperces előnnyel Alessandro Covi előtt. A pontversenyért járó zöld trikót Danny van Poppel tartotta meg a verseny időtartama alatt, míg a hegyi pontversenyt Siebe Deweirdt nyerte. Az egyéni összetettben legjobb helyen végző magyar versenyző 2025-ben Feldhoffer Bálint lett, Dina Mártont és Valent Márkot megelőzve.

## Előzmények

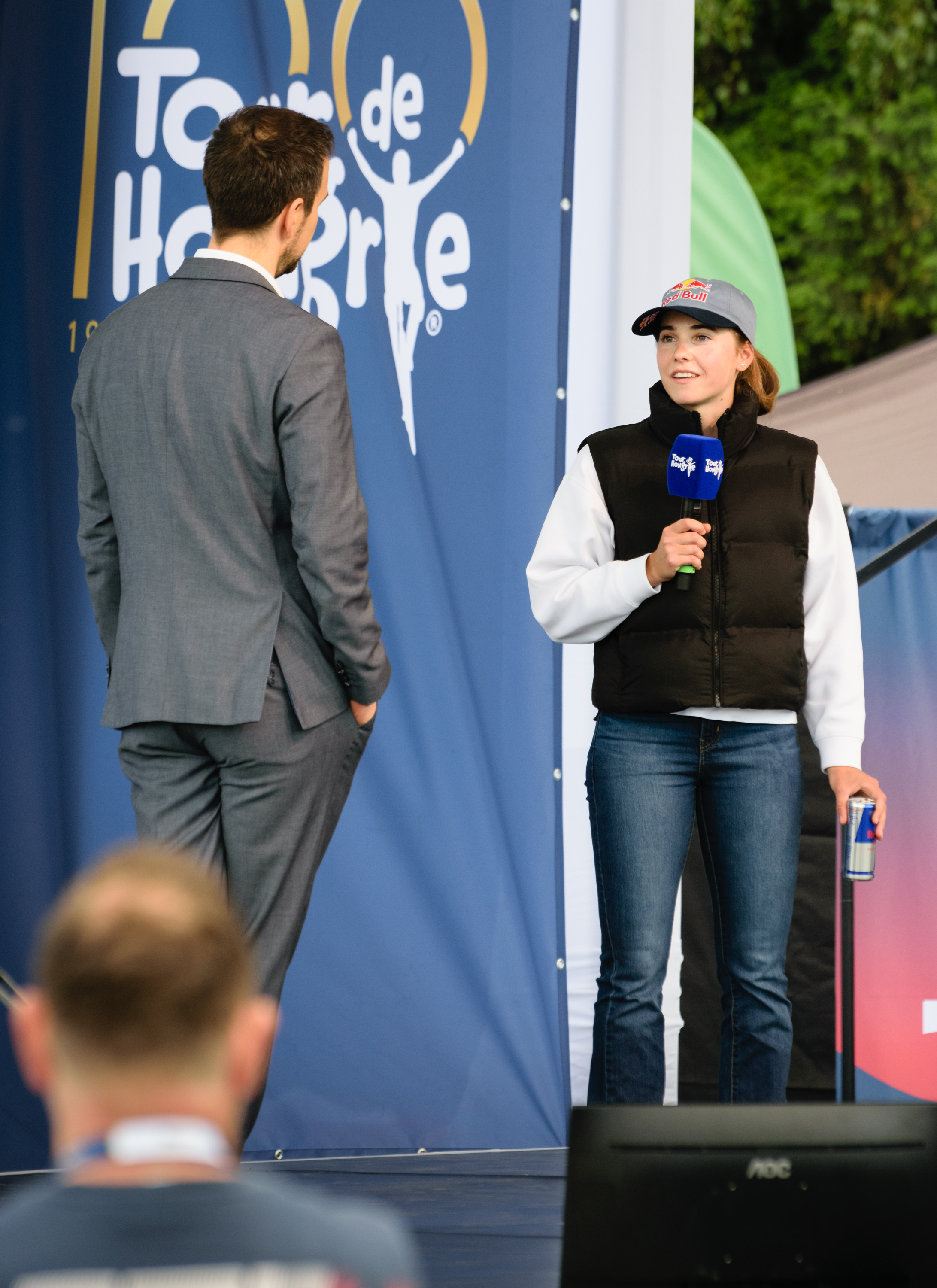
Vas Blanka interjú a csapatbemutató előtt, 2025. május 13-án

2024. október 3-án bejelentették, hogy 2025-ben a versenyt május 8–12. között bonyolítják le, a korábbi két évhez hasonlóan újra UCI ProSeries kategóriás versenyként. 2025. február 4-én a Budapest Music Centerben megrendezett és az M4 Sport által élőben közvetített eseményen bemutatták a teljes, öt szakaszra bontott, 885 km-es és 7153 m szintkülönbséggel rendelkező útvonalat. A tervezett útvonal szerint a verseny a budapesti Szent Gellért téren rajtol (ahogy a száz évvel korábbi, első verseny is), és az esztergomi bazilika előtt ér véget. 2025. április 10-én biztonsági okokra hivatkozva minimális módosításokat végeztek a tervezett első, negyedik és ötödik szakaszokon. A verseny össztávja a módosításokat követően 875 km-re csökkent, valamint a teljes szintemelkedés 7255 m-re növekedett.
2025. április 30-án bemutatták a verseny kísérőprogramjait. A versenyt megelőző, nulladik napon 13 és 20 óra között ingyenes kerékpáros fesztivált rendeztek a budapesti Műegyetem rakparton, melynek a kerékpáros konferencián és expo-n és családi programokon kívül része volt az egy órás hivatalos csapatbemutató is. A csapatbemutatót az M4 Sport élőben közvetítette. Az eseményre bebiciklizéseket is szerveztek a Dózsa György útról, az Árpád hídtól, Kőbányáról és Törökbálintról. Az esemény része volt két meet & greet alkalom is, Vas Blankával és Dylan Groenewegennel. A szervezők két alkalmat, úgynevezett "AmaTour" alkalmakat is kínáltak a érdeklődőknek, hogy a hivatalos útvonalon, rendőri biztosítás mellett tekerhessenek, miután a TdH mezőnye elhaladt (egyet május 14-én Budapesten, egyet május 16-án a Mátrában, Mátrafüred és Mátraháza között).

## Közvetítés
Magyarországon az M4 Sport a verseny minden szakaszát élőben közvetíti, rajttól a célig, kiegészítve az élő csapatbemutatóval és a Tour de Hongrie elemző és értekelő műsorával, az Aprés Tour-ral. A köztévén kívül a HBO Max streaming-szolgáltató a szakaszok utolsó két óráját élőben, az Eurosport napi és heti összefoglalókkal számol be az eseményről. A verseny nemzetközi médiadisztribúciós partnere, az Amaury Sport Organisation (ASO) szerint a verseny felvételei legalább 67 csatornán, több mint 180 országban kerülnek adásba. Közülük 17 csatorna élőben sugározza az eseményeket, többek között a francia L’Équipe, a belga Sport10, az amerikai és kanadai FloSports, az ausztrál SBS, a szlovák RTVS, valamint a nemzetközi pánafrikai Supersport és a latin-amerikai Claro Sports. Az online térben olyan tematikus csatornákon foglalkoznak majd a versennyel, mint a GCN, a Lanterne Rouge vagy a Velo News.
Sztancsik Tamás és csapata, a Tour de Hongrie videós és televíziós partnere egy május 7-ei, Index-nek adott interjúban kiemelte, hogy technikai szempontból közelebb állnak a három nagy körverseny közvetítési szintjéhez, mint valaha, mivel ugyanazt a technikát használják, köszönhetően a belga EMG partnercégüknek. Elmondta, a 2025-ös Tour de Hongrie közvetítésének rendezője Vajda László lesz. Sztancsik rávilágított, hogy a motoros kamerák és a helikopter mellett a közvetítés szerves része egy, több kilométer magasságban tartózkodó repülőgép is. Ennek célja, hogy a motoros és helikopteres kamerák képeit a kommunikáció alapjául szolgáló rádiófrekvenciás (RF) jelek segítségével "visszatükrözze" a befutóban álló közvetítő kocsiba, így elkerülve az esetleges akadályokat.

## Indulók
2025. május 8-án közzétették az előzetes rajtlistát, melyen 6 WorldTeam, 9 ProTeam, 5 Continental és egy Cyclo-Cross ProTeam csapat szerepel, mindegyik hat versenyzővel.
Az előzetes rajtlista alapján 22 nemzet 126 versenyzője vesz részt a versenyen, köztük hárman nemzeti bajnokok (Dylan Groenewegen holland, Alexander Hajek osztrák és Luke Durbridge ausztrál bajnokok). A legtöbben az olaszok képviseltetik magukat 19 fővel, míg a magyar kontingens 15 fős. 2017 óta az első alkalom, hogy nem szerepel a magyar válogatott a versenyen. Az előzetes rajtlistán 10 olyan versenyző szerepel, akik háromhetes (Grand Tour, tehát Tour de France, Giro d’Italia vagy Vuelta a España) körverseny szakaszgyőztesei: Dylan Groenewegen, Juan Sebastian Molano, Sören Kragh Andersen, Sergio Higuita, Urko Berrade, Giacomo Nizzolo, David de la Cruz, Alessandro Covi, Danny van Poppel és Luka Mezgec. Számos Európa-bajnok (országúton, pályán és terepkerékpárban), két olimpiai bajnok pályakerékpáros (Sam Welsford és Rui Oliveira), valamint a cyclocross-világkupa címvédője, Michael Vanthourenhout is a mezőny része. A rajtlistán három korábbi Tour de Hongrie-szakaszgyőztes szerepel (Phil Bauhaus, Dylan Groenewegen és Sam Welsford). A Tour de Hongrie egyetlen korábbi összetett győztese sem lesz ott a rajtnál, így biztosan új bajnokot avat a sorozat.
A keretek a május 13-i csapatakkreditációnál váltak véglegessé. A végleges rajtlistán 21 csapat 126 versenyzője kapott helyet.
| WorldTeam csapatok (6)- XDS Astana Team - Bahrain-Victorious - Red Bull-BORA-hansgrohe - Team Jayco AlUla - Lidl-Trek - UAE Team Emirates XRG ProTeam csapatok (9)- Euskaltel-Euskadi - Team Flanders-Baloise - Caja Rural-Seguros RGA - Team Novo Nordisk - Team Polti VisitMalta - Unibet Tietema Rockets - VF Group-Bardiani CSF-Faizanè - Equipo Kern Pharma - Q36.5 Pro Cycling Team Kontinentális csapatok (5)- Karcag Cycling ÉPKAR Team 2025 - Epronex-Hungary Cycling Team - Team United Shipping - MBH Bank Ballan CSB - Pierre Baguette Cycling UCI Cyclo-cross csapat- Pauwels Sauzen-Cibel Clementines |
| |

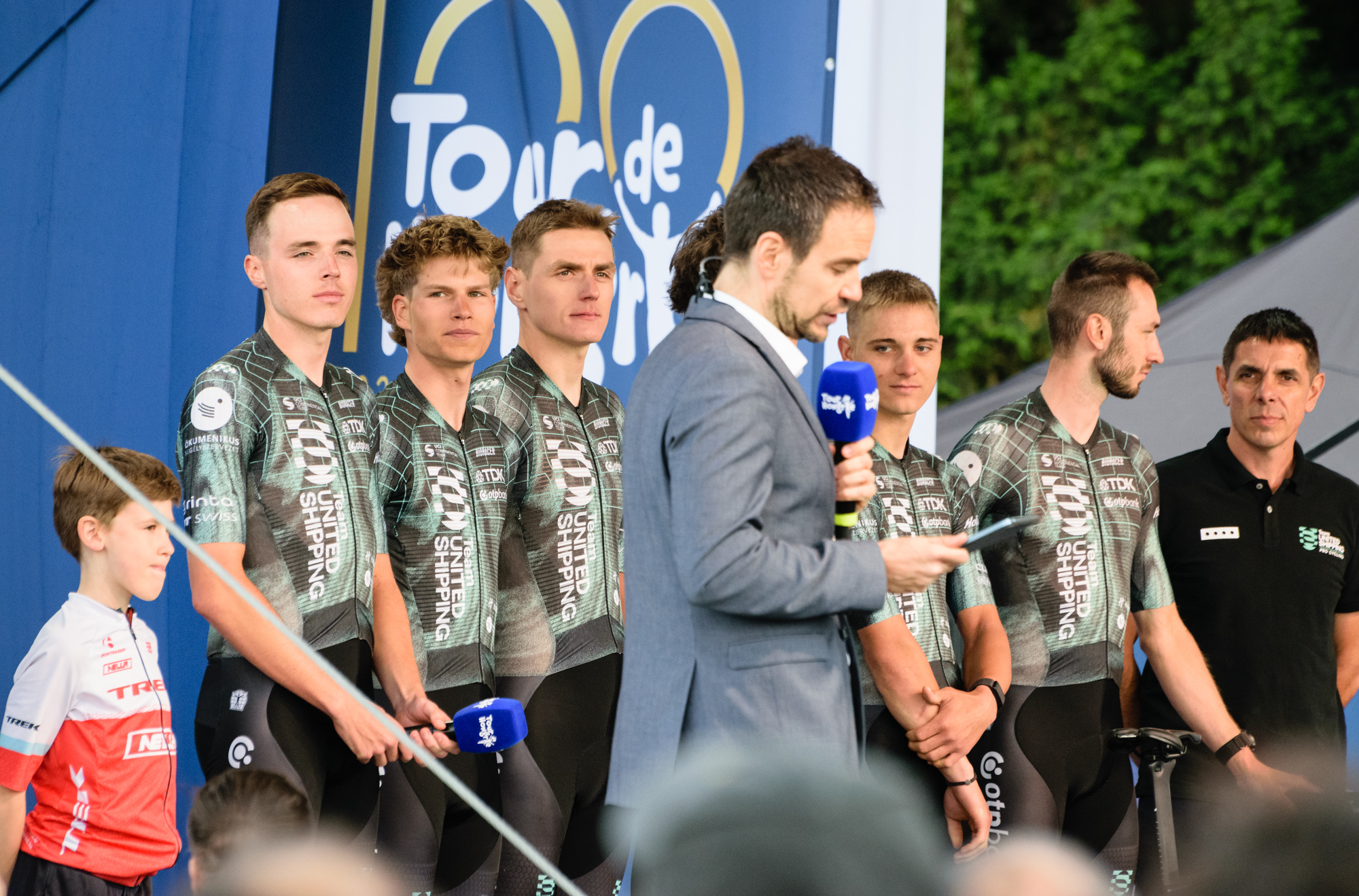
Team United Shipping
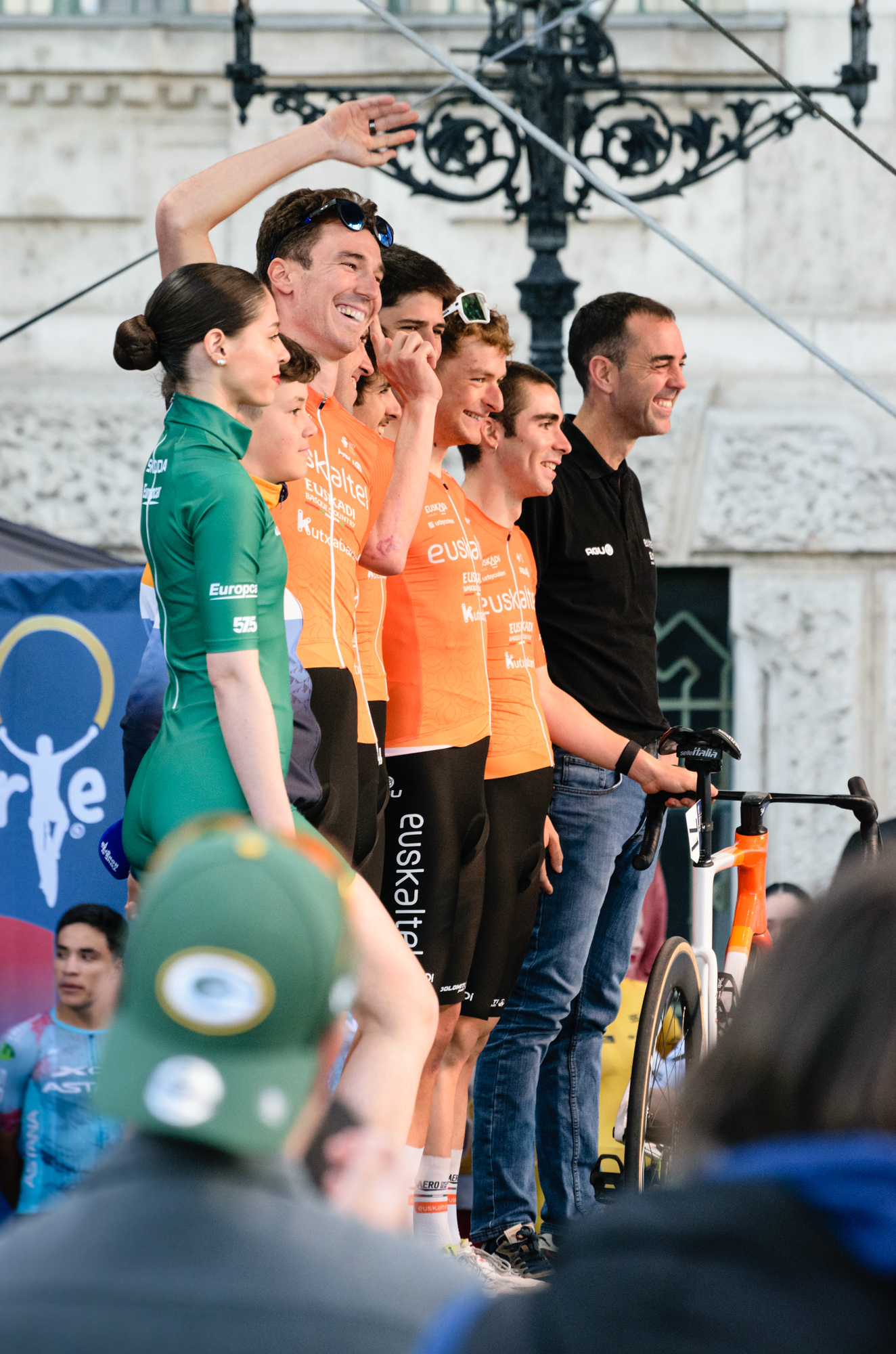
Euskaltel-Euskadi
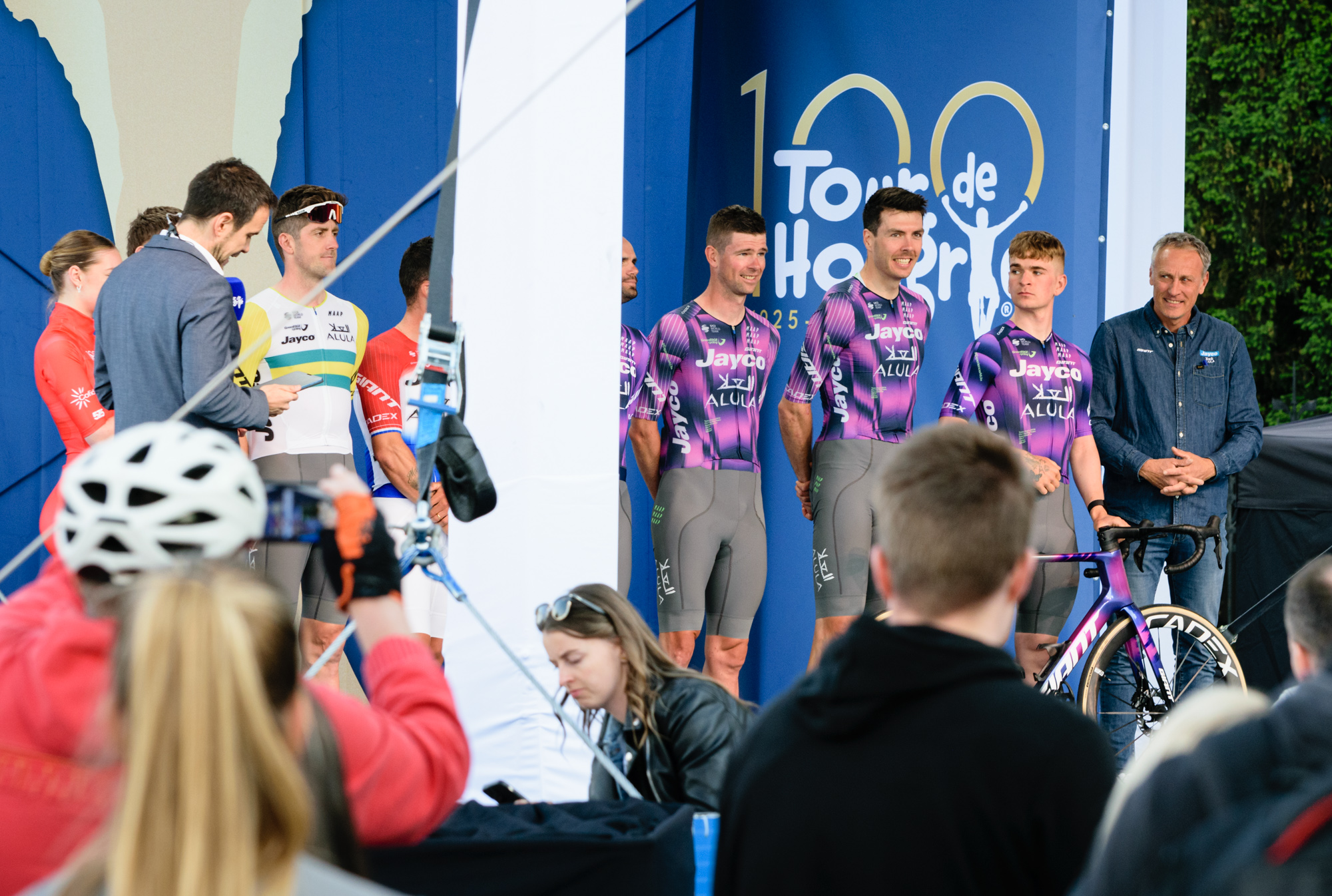
Team Jayco AlUla
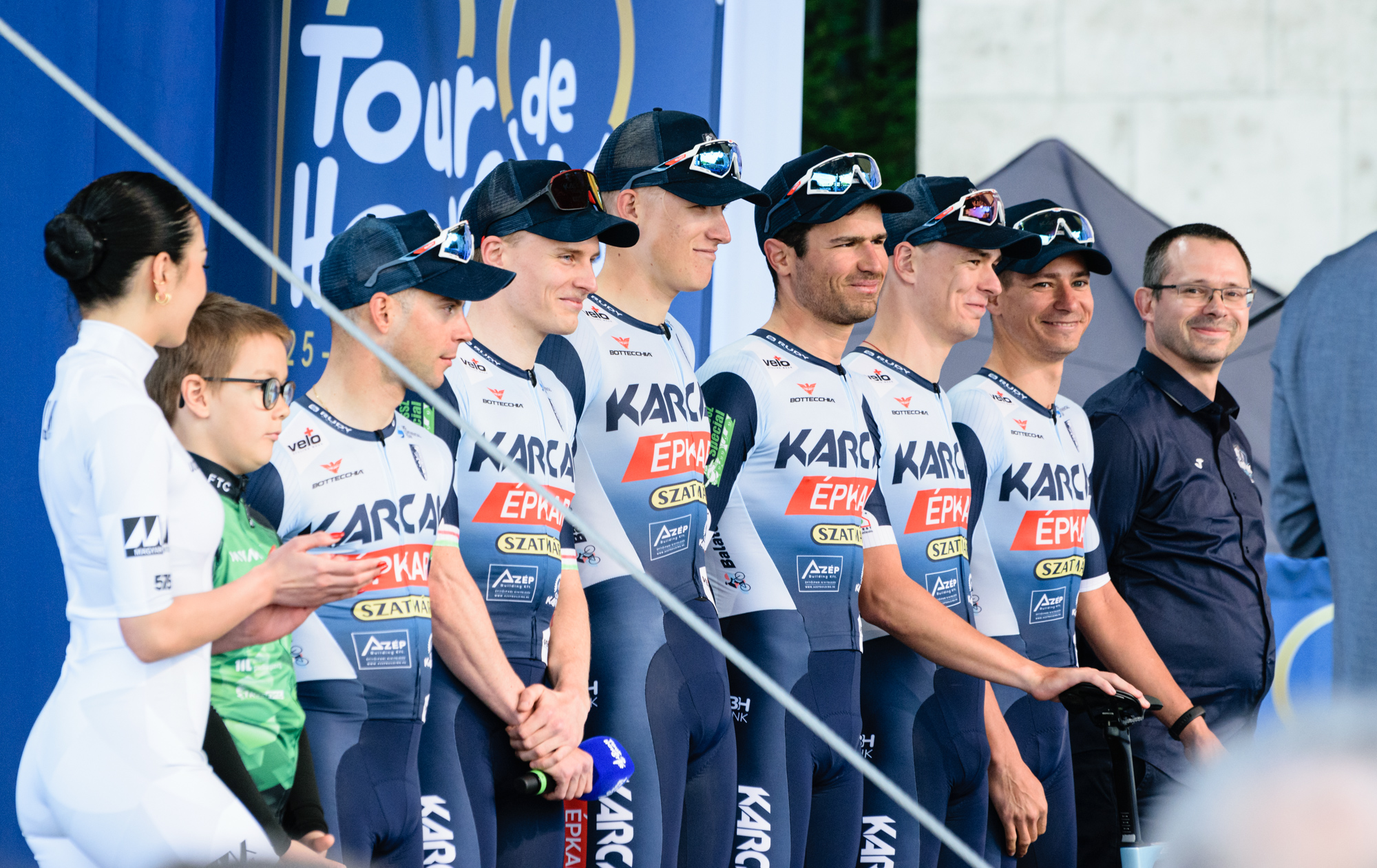
Karcag Cycling ÉPKAR Team
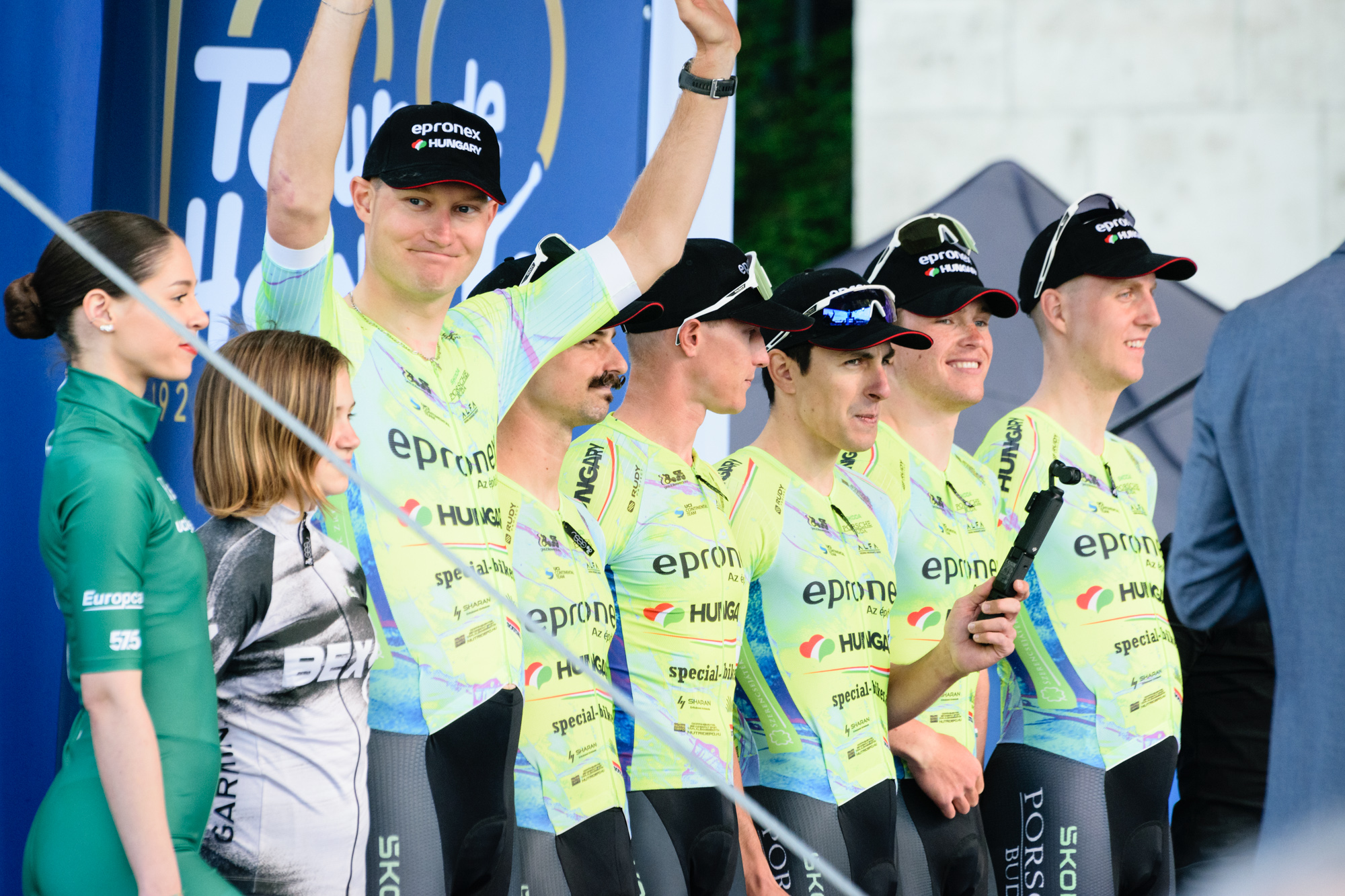
Epronex-Hungary Cycling Team
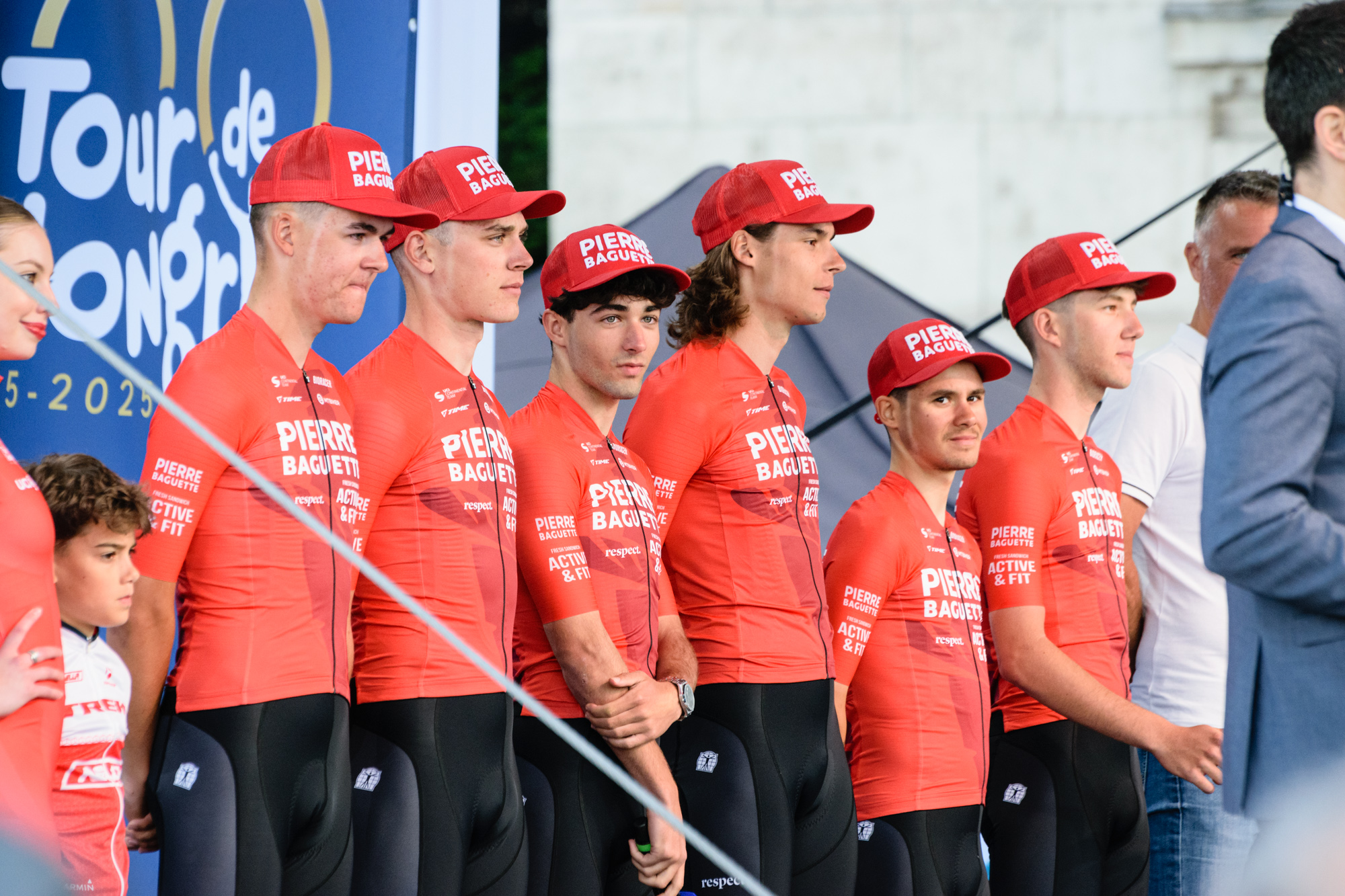
Pierre Baguette Cycling
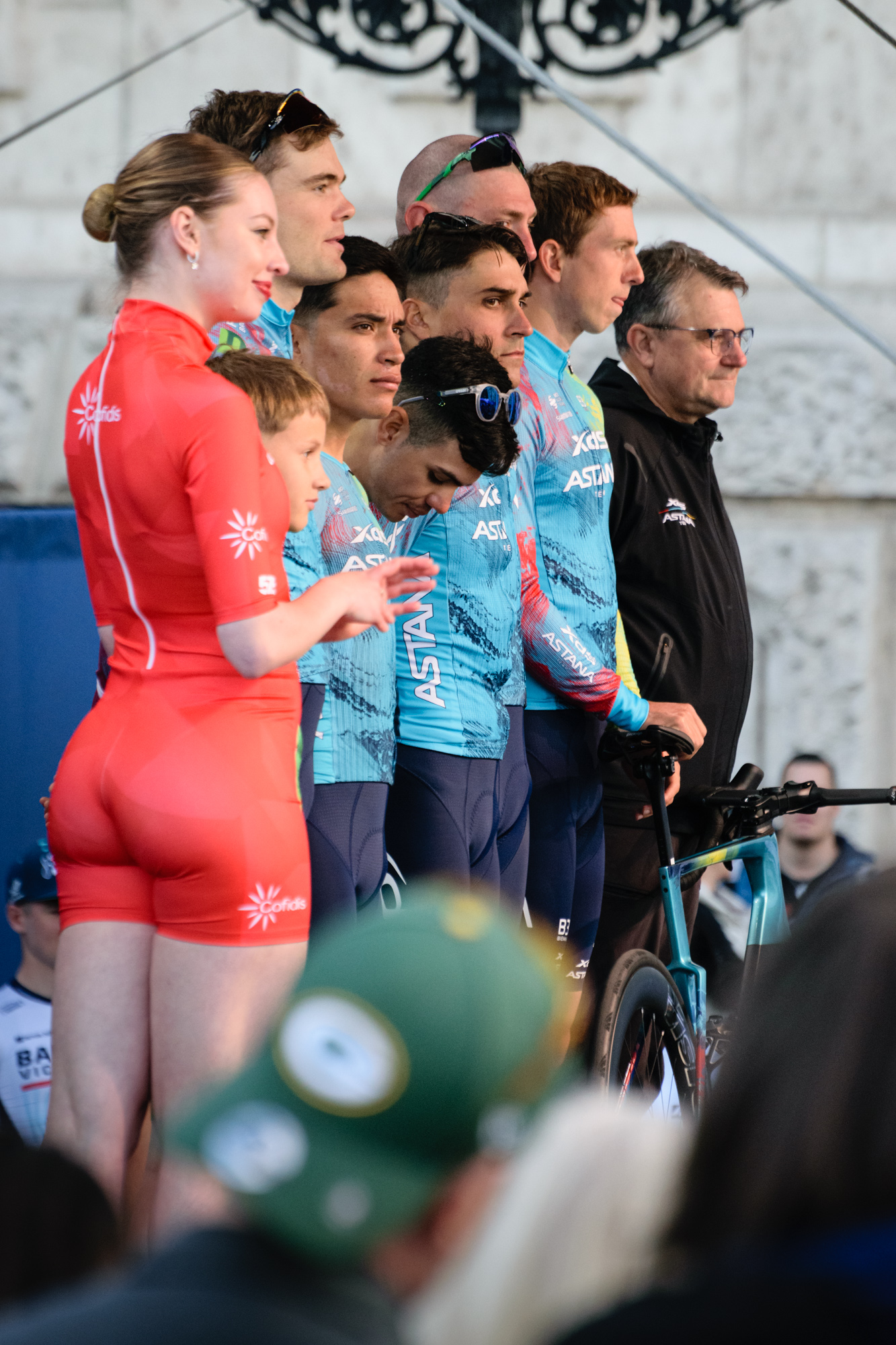
XDS Astana Team
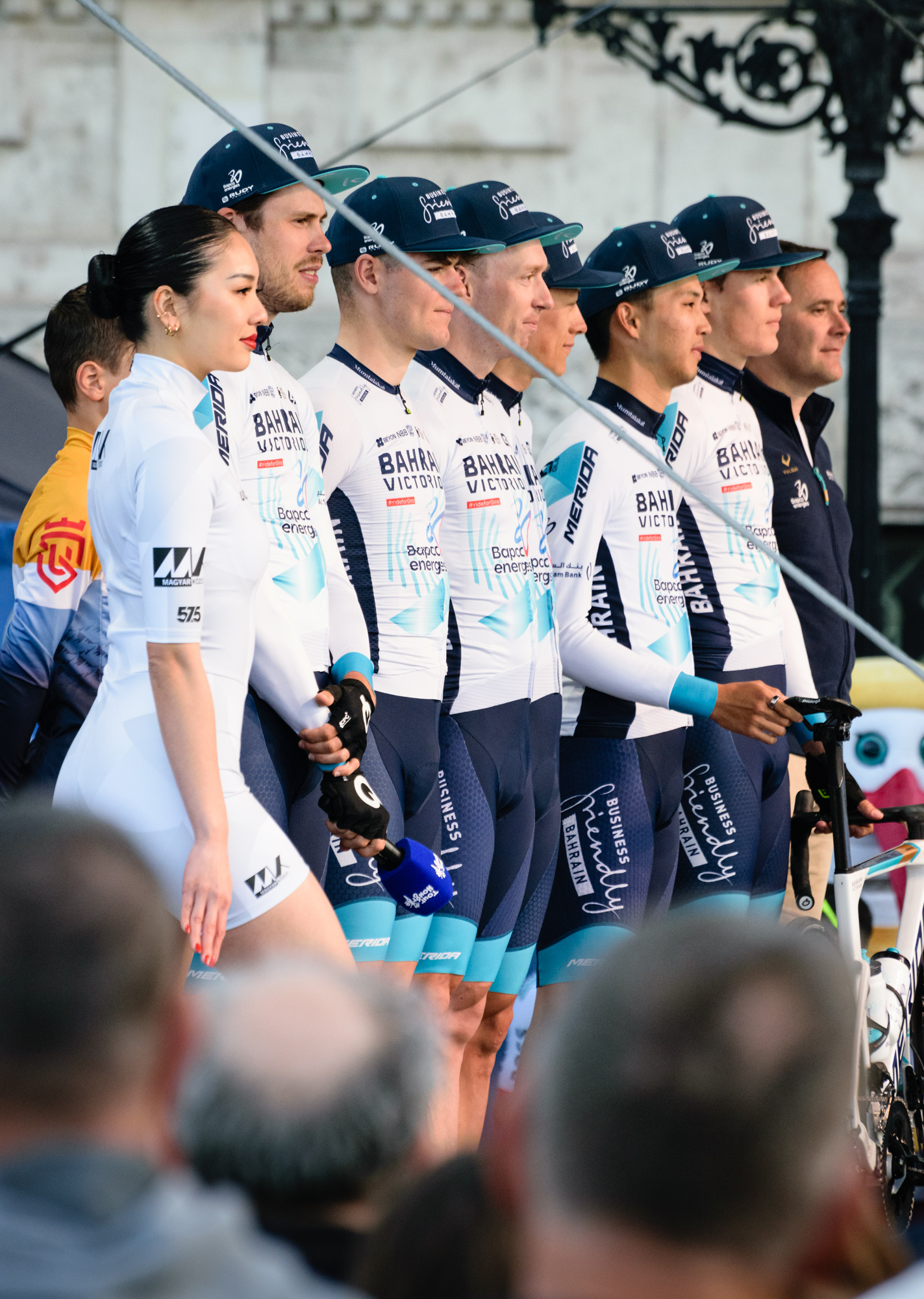
Bahrain Victorious
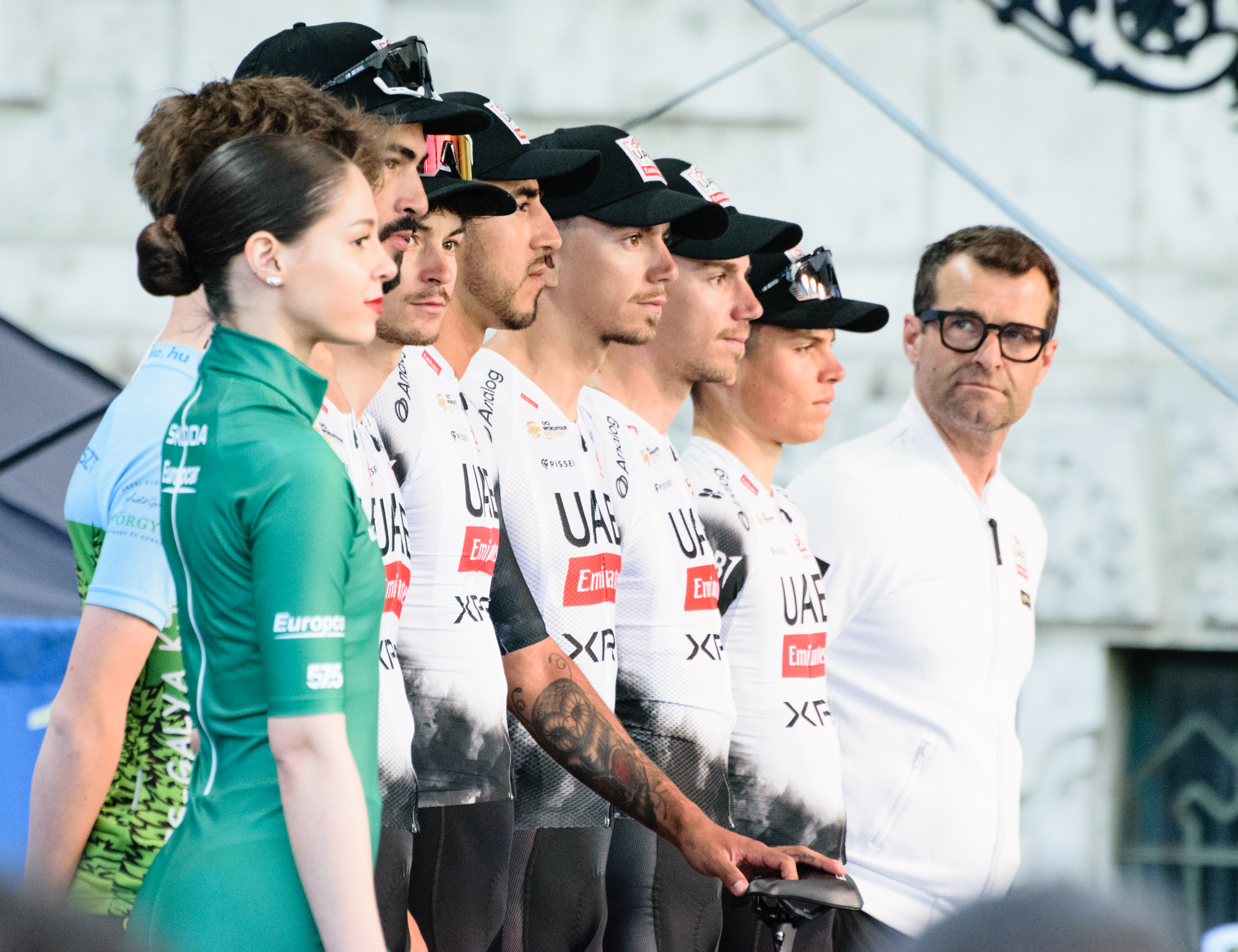
UAE Team Emirates XRG

## Szakaszok
| Szakasz    | Időpont  | Rajt – Cél            | type                  | Hossz (km) | Emelkedés (m) | Szakaszgyőztes        | Összetett első      |
| ---------- | -------- | --------------------- | --------------------- | ---------- | ------------- | --------------------- | ------------------- |
| 1. szakasz | máj. 14. | Budapest – Győr       | sík szakasz           | 210        | 1 042 m       | Danny van Poppel      | Danny van Poppel    |
| 2. szakasz | máj. 15. | Veszprém – Siófok     | dombos szakasz        | 178        | 1 244 m       | Danny van Poppel      | Danny van Poppel    |
| 3. szakasz | máj. 16. | Gödöllő – Kékestető   | hegyi szakasz         | 163        | 1 974 m       | Harold Martín López   | Harold Martín López |
| 4. szakasz | máj. 17. | Tata – Székesfehérvár | sík szakasz           | 154        | 1 035 m       | Dylan Groenewegen     | Harold Martín López |
| 5. szakasz | máj. 18. | Etyek – Esztergom     | közepes hegyi szakasz | 170        | 1 960 m       | Juan Sebastián Molano | Harold Martín López |

### Útvonal
- 1. szakasz: Budapest – Sóskút – Etyek – Csákvár – Mór – Kisbér – Pannonhalma – Győrújbarát – Győr
- 2. szakasz: Veszprém – Balatonfüred – Tihany – Tótvázsony – Csopak – Balatonkenese – Siófok/Szabadifürdő – Ságvár – Lulla – Siófok
- 3. szakasz: Gödöllő – Tura – Hort – Gyöngyös – Gyöngyös/Mátraháza – Parádfürdő – Kisnána – Gyöngyös/Mátrafüred – Gyöngyös/Kékestető
- 4. szakasz: Tata – Dad – Oroszlány – Csákvár – Lovasberény – Kápolnásnyék – Nadap – Csákvár – Zámoly – Székesfehérvár – (Székesfehérvár)×3 – Székesfehérvár
- 5. szakasz: Etyek – Biatorbágy – Zsámbék – Tinnye – Pilisvörösvár – (Pilisszántó – Pilisszentkereszt – Csobánka – Pilisvörösvár)×3 – Dorog – (Esztergom)×2 – Esztergom

## Összefoglaló

### 1. szakasz
| Részhajrá                                | Eredmény | Eredmény               |
| ---------------------------------------- | -------- | ---------------------- |
| GPM1 - 44,4 km Etyek, Korda Stúdió       | 1.       | Siebe Deweirdt         |
| GPM1 - 44,4 km Etyek, Korda Stúdió       | 2.       | Pelikán János          |
| GPM1 - 44,4 km Etyek, Korda Stúdió       | 3.       | Michael Vanthourenhout |
| SPR1 - 101,4 km Mór, Szent István tér    | 1.       | Pelikán János          |
| SPR1 - 101,4 km Mór, Szent István tér    | 2.       | Michael Vanthourenhout |
| SPR1 - 101,4 km Mór, Szent István tér    | 3.       | Matteo Ambrosini       |
| GPM2 - 169,6 km Pannonhalma, Főapátság   | 1.       | Siebe Deweirdt         |
| GPM2 - 169,6 km Pannonhalma, Főapátság   | 2.       | Matteo Ambrosini       |
| GPM2 - 169,6 km Pannonhalma, Főapátság   | 3.       | Michael Vanthourenhout |
| SPR2 - 194,9 km Győrújbarát, István utca | 1.       | Pelikán János          |
| SPR2 - 194,9 km Győrújbarát, István utca | 2.       | Michael Vanthourenhout |
| SPR2 - 194,9 km Győrújbarát, István utca | 3.       | Siebe Deweirdt         |

| Budapest - Győr | sík szakasz | (210 km) |

A hivatalos rajttól 27 km elteltével, több próbálkozás után sikerült elszakadnia egy négyfős csoportnak, benne Siebe Deweirdt, Michael Vanthourenhout, Matteo Ambrosini és Pelikán János. A csoport szinte az egész szakasz során kitartott az élen, egy-két perces előnnyel a mezőny előtt. Előnyük csak 175 km-nél csökkent egy perc alá. A szakasz két, etyeki és pannonhalmi 3. kategóriás hegyi részhajráját Siebe Deweirdt, míg a két, móri és győrújbaráti gyorsasági részhajrát Pelikán János nyerte. Pelikán és Vanthourenhout a győrújbaráti gyorsasági részhajrá után, 195 km-nél leszakadt a csoport másik két tagjáról. Győr határánál, 5,9 km-rel a cél előtt az elszakadó csoportra felért a mezőny. A Nagysándor József utcai célvonal előtt 300 m-re lévő, közel derékszögű jobbkanyart a mezőny baleset nélkül megúszta, majd Danny van Poppel tudott elszakadni, ezzel megnyerte az első szakaszt.
| \| A szakasz végeredménye \| A szakasz végeredménye \| A szakasz végeredménye \| A szakasz végeredménye \| A szakasz végeredménye \| \| Versenyző \| Versenyző \| Csapat \| Idő \| \| \| ---------------------- \| ---------------------- \| ----------------------------- \| ---------------------- \| ---------------------- \| \| 1. \| Danny van Poppel \| Red Bull-Bora-Hansgrohe \| 4 óra 54 p 18 mp \| \| \| 2. \| Tim Torn Teutenberg \| Lidl-Trek \| + 0 mp \| \| \| 3. \| Dylan Groenewegen \| Team Jayco AlUla \| + 0 mp \| \| \| 4. \| Marc Brustenga \| Equipo Kern Pharma \| + 0 mp \| \| \| 5. \| Matteo Malucelli \| XDS Astana Team \| + 0 mp \| \| \| 6. \| Mihajlo Stolić \| Team United Shipping \| + 0 mp \| \| \| 7. \| Giacomo Nizzolo \| Q36.5 Pro Cycling Team \| + 0 mp \| \| \| 8. \| Phil Bauhaus \| Bahrain Victorious \| + 0 mp \| \| \| 9. \| Sam Welsford \| Red Bull-Bora-Hansgrohe \| + 0 mp \| \| \| 10. \| Luca Colnaghi \| VF Group-Bardiani CSF-Faizanè \| + 0 mp \| \| |                     |                               |                  |
| |                     |                               |                  |
| |                     |                               |                  |
| A szakasz végeredménye |                     |                               |                  |
| Versenyző | Versenyző           | Csapat                        | Idő              |
| 1. | Danny van Poppel    | Red Bull-Bora-Hansgrohe       | 4 óra 54 p 18 mp |
| 2. | Tim Torn Teutenberg | Lidl-Trek                     | + 0 mp           |
| 3. | Dylan Groenewegen   | Team Jayco AlUla              | + 0 mp           |
| 4. | Marc Brustenga      | Equipo Kern Pharma            | + 0 mp           |
| 5. | Matteo Malucelli    | XDS Astana Team               | + 0 mp           |
| 6. | Mihajlo Stolić      | Team United Shipping          | + 0 mp           |
| 7. | Giacomo Nizzolo     | Q36.5 Pro Cycling Team        | + 0 mp           |
| 8. | Phil Bauhaus        | Bahrain Victorious            | + 0 mp           |
| 9. | Sam Welsford        | Red Bull-Bora-Hansgrohe       | + 0 mp           |
| 10. | Luca Colnaghi       | VF Group-Bardiani CSF-Faizanè | + 0 mp           |

| \| Összetett verseny \| Összetett verseny \| Összetett verseny \| Összetett verseny \| Összetett verseny \| \| Versenyző \| Versenyző \| Csapat \| Idő \| \| \| ----------------- \| ---------------------- \| -------------------------------- \| ----------------- \| ----------------- \| \| 1. \| Danny van Poppel \| Red Bull-Bora-Hansgrohe \| 4 óra 54 p 08 mp \| \| \| 2. \| Tim Torn Teutenberg \| Lidl-Trek \| + 4 mp \| \| \| 3. \| Pelikán János \| Team United Shipping \| + 4 mp \| \| \| 4. \| Dylan Groenewegen \| Team Jayco AlUla \| + 6 mp \| \| \| 5. \| Michael Vanthourenhout \| Pauwels Sauzen-Cibel Clementines \| + 6 mp \| \| \| 6. \| Matteo Ambrosini \| MBH Bank Ballan CSB \| + 9 mp \| \| \| 7. \| Siebe Deweirdt \| Team Flanders-Baloise \| + 9 mp \| \| \| 8. \| Marc Brustenga \| Equipo Kern Pharma \| + 10 mp \| \| \| 9. \| Matteo Malucelli \| XDS Astana Team \| + 10 mp \| \| \| 10. \| Mihajlo Stolić \| Team United Shipping \| + 10 mp \| \| |                        |                                  |                  |
| |                        |                                  |                  |
| |                        |                                  |                  |
| Összetett verseny |                        |                                  |                  |
| Versenyző | Versenyző              | Csapat                           | Idő              |
| 1. | Danny van Poppel       | Red Bull-Bora-Hansgrohe          | 4 óra 54 p 08 mp |
| 2. | Tim Torn Teutenberg    | Lidl-Trek                        | + 4 mp           |
| 3. | Pelikán János          | Team United Shipping             | + 4 mp           |
| 4. | Dylan Groenewegen      | Team Jayco AlUla                 | + 6 mp           |
| 5. | Michael Vanthourenhout | Pauwels Sauzen-Cibel Clementines | + 6 mp           |
| 6. | Matteo Ambrosini       | MBH Bank Ballan CSB              | + 9 mp           |
| 7. | Siebe Deweirdt         | Team Flanders-Baloise            | + 9 mp           |
| 8. | Marc Brustenga         | Equipo Kern Pharma               | + 10 mp          |
| 9. | Matteo Malucelli       | XDS Astana Team                  | + 10 mp          |
| 10. | Mihajlo Stolić         | Team United Shipping             | + 10 mp          |

### 2. szakasz
| Részhajrá                                 | Eredmény | Eredmény       |
| ----------------------------------------- | -------- | -------------- |
| GPM1 - 27,8 km Tihany, Mádl Ferenc tér    | 1.       | Siebe Deweirdt |
| GPM1 - 27,8 km Tihany, Mádl Ferenc tér    | 2.       | Rózsa Balázs   |
| GPM1 - 27,8 km Tihany, Mádl Ferenc tér    | 3.       | Michal Schuran |
| GPM2 - 46 km Tótvázsony, Gella            | 1.       | Siebe Deweirdt |
| GPM2 - 46 km Tótvázsony, Gella            | 2.       | Michal Schuran |
| GPM2 - 46 km Tótvázsony, Gella            | 3.       | Rózsa Balázs   |
| GPM2 - 46 km Tótvázsony, Gella            | 4.       | Pelikán János  |
| GPM2 - 46 km Tótvázsony, Gella            | 5.       | Luca Cretti    |
| SPR1 - 94,2 km Balatonkenese, Kikötő utca | 1.       | Pelikán János  |
| SPR1 - 94,2 km Balatonkenese, Kikötő utca | 2.       | Luca Cretti    |
| SPR1 - 94,2 km Balatonkenese, Kikötő utca | 3.       | Rózsa Balázs   |
| SPR2 - 132,4 km Ságvár                    | 1.       | Pelikán János  |
| SPR2 - 132,4 km Ságvár                    | 2.       | Luca Cretti    |
| SPR2 - 132,4 km Ságvár                    | 3.       | Rózsa Balázs   |

| Veszprém - Siófok | dombos szakasz | (178 km) |

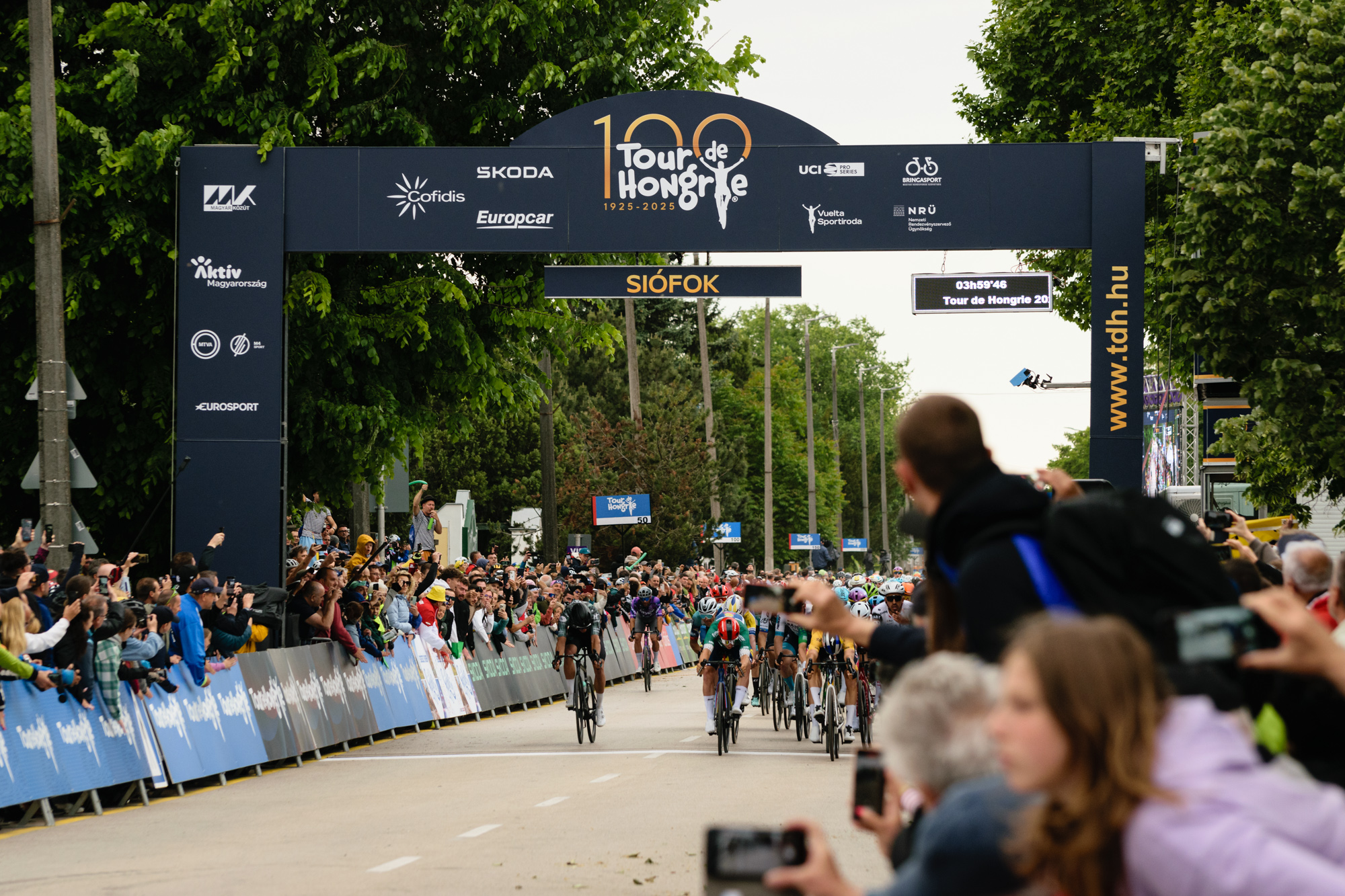
A 2. szakasz befutója Siófokon

A felhős, szeles időben elrajtoló második szakasz elején egy ötfős csoport tudott elszakadni, benne Pelikán János, Rózsa Balázs, Michal Schuran, Luca Cretti és a piros trikós Siebe Deweirdt. Hozzájuk egyedül Hrenkó Norbert próbált felzárkózni több kilométeren keresztül, de végül sikertelenül. A nap két, tihanyi 3. és tótvázsonyi 2. kategóriás hegyi hajráját az első szakaszhoz hasonlóan Siebe Deweirdt nyerte. A balatonkenesei és ságvári gyorsasági részhajrát Pelikán János nyerte, így a szakasz után második helyre jött fel összetettben. Tihanynál Besenyei Péter műrepülő világbajnok tartott egy rövid bemutatót a félsziget és a Balaton felett.
123 km-re a céltól, egy egyenes, de nagyon szeles szakaszon van Poppel vezette a pelotont, amikor egyik csapattársa véletlenül letért az úttestről és a sóderben elvesztette az irányítást kerékpárja felett. Ez az eset egy súlyos, nagyjából 30 versenyzőt érintő bukást okozott. A mezőny elején történtek egy láncreakciót indítottak el, melynek következtében többen a kétoldali árokba estek, csak a mezőny leghátsó felében haladók úszták meg. A Red Bull-Bora-Hansgrohe három tagja, Sam Welsford, Ryan Mullen és Frederik Wandahl feladni kényszerült a versenyt. Míg Welsford és Mullen zúzódásokkal és horzsolásokkal megúszák, Wandahl szenvedte el a legsúlyosabb sérülést, őt mentőhelikopterrel szállítottak a székesfehérvári kórházba. Pablo Torres a bukásban agyrázkódást és arccsonttörést szenvedett, őt megfigyelésre a kórházban tartották. A szervezők nap végi jelentése szerint Wandahl és Torres állapota is stabil. A három RBH-tagon és Torresen kívül Rui Oliveira, Toon Clynhens, Max van der Meulen és Rainer Kepplinger is feladni kényszerült, így a bukás után összesen nyolcan nem folytatták a versenyt. A nap végi Aprés Tour elemző és értékelő műsorból kiderült, hogy a verseny a mezőny után haladó három mentőautó megléte miatt folytatódhatott - mivel a versenyszabályok szerint legalább egy mentőautónak követnie kell a mezőnyt, így a bukás súlyosságának függvényében ha csak kettő állt volna rendelkezésre, megszakításra került volna sor. Arató Róbert versenyorvos elmondta, a bukásban nagyon súlyos és komplex sérülések voltak, így szükség volt az Országos Mentőszolgálatra is. Elmondása szerint az esetig nem tapasztalt még olyan balesetet, amihez mentőhelikoptert is kellett hívni.
Az oldalszélnek köszönhetően nőtt a tempó, míg az UAE Team Emirates XRG, a Lidl - Trek tagjai és van Poppel többször is megpróbálták szétszakítani a mezőnyt. A szökevények közül Rózsa Balázs támadott, de 30 km-rel a cél előtt őt is megfogta a főmezőny. A befutóhoz Dylan Groenewegent csapata vezette fel jól, viszont a szembeszélben van Poppel a célvonalig le tudta őt hajrázni. Van Poppel verseny utáni nyilatkozatában kiemelte, hogy bár örül a győzelemnek, de csapattársaira is gondol és mielőbbi felépülést kíván nekik.
| \| A szakasz végeredménye \| A szakasz végeredménye \| A szakasz végeredménye \| A szakasz végeredménye \| A szakasz végeredménye \| \| Versenyző \| Versenyző \| Csapat \| Idő \| \| \| ---------------------- \| ---------------------- \| ----------------------- \| ---------------------- \| ---------------------- \| \| 1. \| Danny van Poppel \| Red Bull-Bora-Hansgrohe \| 3 óra 59 p 46 mp \| \| \| 2. \| Dylan Groenewegen \| Team Jayco AlUla \| + 0 mp \| \| \| 3. \| Tim Torn Teutenberg \| Lidl-Trek \| + 0 mp \| \| \| 4. \| Matyáš Kopecký \| Team Novo Nordisk \| + 0 mp \| \| \| 5. \| Juan Sebastián Molano \| UAE Team Emirates XRG \| + 0 mp \| \| \| 6. \| Manuel Peñalver \| Team Polti VisitMalta \| + 0 mp \| \| \| 7. \| Marc Brustenga \| Equipo Kern Pharma \| + 0 mp \| \| \| 8. \| Jules Hesters \| Team Flanders-Baloise \| + 0 mp \| \| \| 9. \| Mihajlo Stolić \| Team United Shipping \| + 0 mp \| \| \| 10. \| Matteo Malucelli \| XDS Astana Team \| + 0 mp \| \| |                       |                         |                  |
| |                       |                         |                  |
| |                       |                         |                  |
| A szakasz végeredménye |                       |                         |                  |
| Versenyző | Versenyző             | Csapat                  | Idő              |
| 1. | Danny van Poppel      | Red Bull-Bora-Hansgrohe | 3 óra 59 p 46 mp |
| 2. | Dylan Groenewegen     | Team Jayco AlUla        | + 0 mp           |
| 3. | Tim Torn Teutenberg   | Lidl-Trek               | + 0 mp           |
| 4. | Matyáš Kopecký        | Team Novo Nordisk       | + 0 mp           |
| 5. | Juan Sebastián Molano | UAE Team Emirates XRG   | + 0 mp           |
| 6. | Manuel Peñalver       | Team Polti VisitMalta   | + 0 mp           |
| 7. | Marc Brustenga        | Equipo Kern Pharma      | + 0 mp           |
| 8. | Jules Hesters         | Team Flanders-Baloise   | + 0 mp           |
| 9. | Mihajlo Stolić        | Team United Shipping    | + 0 mp           |
| 10. | Matteo Malucelli      | XDS Astana Team         | + 0 mp           |

| \| Összetett verseny \| Összetett verseny \| Összetett verseny \| Összetett verseny \| Összetett verseny \| \| Versenyző \| Versenyző \| Csapat \| Idő \| \| \| ----------------- \| ---------------------- \| -------------------------------- \| ----------------- \| ----------------- \| \| 1. \| Danny van Poppel \| Red Bull-Bora-Hansgrohe \| 8 óra 53 p 44 mp \| \| \| 2. \| Pelikán János \| Team United Shipping \| + 8 mp \| \| \| 3. \| Dylan Groenewegen \| Team Jayco AlUla \| + 10 mp \| \| \| 4. \| Tim Torn Teutenberg \| Lidl-Trek \| + 10 mp \| \| \| 5. \| Michael Vanthourenhout \| Pauwels Sauzen-Cibel Clementines \| + 16 mp \| \| \| 6. \| Luca Cretti \| MBH Bank Ballan CSB \| + 16 mp \| \| \| 7. \| Rózsa Balázs \| Epronex-Hungary Cycling Team \| + 18 mp \| \| \| 8. \| Matteo Ambrosini \| MBH Bank Ballan CSB \| + 19 mp \| \| \| 9. \| Siebe Deweirdt \| Team Flanders-Baloise \| + 19 mp \| \| \| 10. \| Marc Brustenga \| Equipo Kern Pharma \| + 20 mp \| \| |                        |                                  |                  |
| |                        |                                  |                  |
| |                        |                                  |                  |
| Összetett verseny |                        |                                  |                  |
| Versenyző | Versenyző              | Csapat                           | Idő              |
| 1. | Danny van Poppel       | Red Bull-Bora-Hansgrohe          | 8 óra 53 p 44 mp |
| 2. | Pelikán János          | Team United Shipping             | + 8 mp           |
| 3. | Dylan Groenewegen      | Team Jayco AlUla                 | + 10 mp          |
| 4. | Tim Torn Teutenberg    | Lidl-Trek                        | + 10 mp          |
| 5. | Michael Vanthourenhout | Pauwels Sauzen-Cibel Clementines | + 16 mp          |
| 6. | Luca Cretti            | MBH Bank Ballan CSB              | + 16 mp          |
| 7. | Rózsa Balázs           | Epronex-Hungary Cycling Team     | + 18 mp          |
| 8. | Matteo Ambrosini       | MBH Bank Ballan CSB              | + 19 mp          |
| 9. | Siebe Deweirdt         | Team Flanders-Baloise            | + 19 mp          |
| 10. | Marc Brustenga         | Equipo Kern Pharma               | + 20 mp          |

### 3. szakasz
| Részhajrá                                       | Eredmény | Eredmény            |
| ----------------------------------------------- | -------- | ------------------- |
| SPR1 - 20,6 km Tura, Kossuth Lajos út           | 1.       | Gabriele Raccagni   |
| SPR1 - 20,6 km Tura, Kossuth Lajos út           | 2.       | Nagy Bendegúz       |
| SPR1 - 20,6 km Tura, Kossuth Lajos út           | 3.       | Michal Schuran      |
| SPR2 - 77,8 km Gyöngyös, Fő tér                 | 1.       | Gabriele Raccagni   |
| SPR2 - 77,8 km Gyöngyös, Fő tér                 | 2.       | Istlstekker Zsolt   |
| SPR2 - 77,8 km Gyöngyös, Fő tér                 | 3.       | Nagy Bendegúz       |
| GPM1 - 92,2 km Mátraháza, parkoló (1. áth.)     | 1.       | Gabriele Raccagni   |
| GPM1 - 92,2 km Mátraháza, parkoló (1. áth.)     | 2.       | Victor Vercouillie  |
| GPM1 - 92,2 km Mátraháza, parkoló (1. áth.)     | 3.       | Istlstekker Zsolt   |
| GPM1 - 92,2 km Mátraháza, parkoló (1. áth.)     | 4.       | Umberto Poli        |
| GPM1 - 92,2 km Mátraháza, parkoló (1. áth.)     | 5.       | Nagy Bendegúz       |
| SPR3 - 151,9 km Mátrafüred, Béke utca (2. áth.) | 1.       | Michal Schuran      |
| SPR3 - 151,9 km Mátrafüred, Béke utca (2. áth.) | 2.       | Victor Vercouillie  |
| SPR3 - 151,9 km Mátrafüred, Béke utca (2. áth.) | 3.       | Danny van Poppel    |
| GPM2 - 162,8 km Gyöngyös-Kékestető, célvonal    | 1.       | Harold Martín López |
| GPM2 - 162,8 km Gyöngyös-Kékestető, célvonal    | 2.       | Alessandro Covi     |
| GPM2 - 162,8 km Gyöngyös-Kékestető, célvonal    | 3.       | Albert Philipsen    |
| GPM2 - 162,8 km Gyöngyös-Kékestető, célvonal    | 4.       | Pavel Novák         |
| GPM2 - 162,8 km Gyöngyös-Kékestető, célvonal    | 5.       | Jan Castellon       |
| GPM2 - 162,8 km Gyöngyös-Kékestető, célvonal    | 6.       | Alexander Hajek     |
| GPM2 - 162,8 km Gyöngyös-Kékestető, célvonal    | 7.       | Feldhoffer Bálint   |

| Gödöllő - Kékestető | hegyi szakasz | (163 km) |

A királyszakasz mezőnye 117 versenyzőből állt, miután a második szakaszban történt bukás után többen feladták a versenyt. A Grassalkovich-kastély előtti rajt után egy hatfős szökevénycsoport alakult ki, benne Istlstekker Zsolt, Nagy Bendegúz, Victor Vercouillie, Umberto Poli, Gabriele Raccagni és Michal Schuran. A csoport legnagyobb előnye 3 perces volt az XDS-Astana versenyzői által irányított főmezőny előtt. A turai és gyöngyösi gyorsasági részhajrákat Gabriele Raccagni nyeret. A szakasz első, mátraházi 2. kategóriás hegyi részhajráján is Gabriele Raccagni győzedelmeskedett, aki ez után visszalassított és csatlakozott a főmezőnyhöz. A harmadik és egyben utolsó mátrafüredi gyorsasági részhajrát Michal Schuran nyerte. A befutóhoz és a kékesre felvezető, 1. kategóriás részhajrán az XDS Astana és a Lidl - Trek csapatok gyors tempót diktáltak, az első akciót a Team United Shipping indította. A cél előtt 4 km-re Fetter Erik indult meg, viszont a többiek hamar megfogták őt. Ezt követően Sergio Higuita támadott, majd amint utolérték őt, csapattársa, Harold Martín López indított, 2 km-re a céltól. López kitartott a célvonalig, így az 1. kategóriás hegyi részhajrán kívül a szakaszt is ő nyerte. Hét másodperccel előzte a második és harmadik helyen célba érő Alessandro Covit és Albert Withen Philipsent. López vette át az összetett vezetéséért járó sárga trikót. A legjobb magyarnak járó fehér trikót a hetedik helyen, 12 mp-cel a szakaszgyőztes mögött érkező Feldhoffer Bálint szerezte meg.
| \| A szakasz végeredménye \| A szakasz végeredménye \| A szakasz végeredménye \| A szakasz végeredménye \| A szakasz végeredménye \| \| Versenyző \| Versenyző \| Csapat \| Idő \| \| \| ---------------------- \| ---------------------- \| ----------------------------- \| ---------------------- \| ---------------------- \| \| 1. \| Harold Martín López \| XDS Astana Team \| 3 óra 54 p 13 mp \| \| \| 2. \| Alessandro Covi \| UAE Team Emirates XRG \| + 7 mp \| \| \| 3. \| Albert Philipsen \| Lidl-Trek \| + 7 mp \| \| \| 4. \| Pavel Novák \| MBH Bank Ballan CSB \| + 7 mp \| \| \| 5. \| Jan Castellon \| Caja Rural-Seguros RGA \| + 7 mp \| \| \| 6. \| Alexander Hajek \| Red Bull-Bora-Hansgrohe \| + 7 mp \| \| \| 7. \| Feldhoffer Bálint \| Team United Shipping \| + 12 mp \| \| \| 8. \| Odd Christian Eiking \| Unibet Tietema Rockets \| + 12 mp \| \| \| 9. \| Harm Vanhoucke \| Q36.5 Pro Cycling Team \| + 15 mp \| \| \| 10. \| Alex Tolio \| VF Group-Bardiani CSF-Faizanè \| + 15 mp \| \| |                      |                               |                  |
| |                      |                               |                  |
| |                      |                               |                  |
| A szakasz végeredménye |                      |                               |                  |
| Versenyző | Versenyző            | Csapat                        | Idő              |
| 1. | Harold Martín López  | XDS Astana Team               | 3 óra 54 p 13 mp |
| 2. | Alessandro Covi      | UAE Team Emirates XRG         | + 7 mp           |
| 3. | Albert Philipsen     | Lidl-Trek                     | + 7 mp           |
| 4. | Pavel Novák          | MBH Bank Ballan CSB           | + 7 mp           |
| 5. | Jan Castellon        | Caja Rural-Seguros RGA        | + 7 mp           |
| 6. | Alexander Hajek      | Red Bull-Bora-Hansgrohe       | + 7 mp           |
| 7. | Feldhoffer Bálint    | Team United Shipping          | + 12 mp          |
| 8. | Odd Christian Eiking | Unibet Tietema Rockets        | + 12 mp          |
| 9. | Harm Vanhoucke       | Q36.5 Pro Cycling Team        | + 15 mp          |
| 10. | Alex Tolio           | VF Group-Bardiani CSF-Faizanè | + 15 mp          |

| \| Összetett verseny \| Összetett verseny \| Összetett verseny \| Összetett verseny \| Összetett verseny \| \| Versenyző \| Versenyző \| Csapat \| Idő \| \| \| ----------------- \| -------------------- \| ----------------------------- \| ----------------- \| ----------------- \| \| 1. \| Harold Martín López \| XDS Astana Team \| 12 óra 48 p 07 mp \| \| \| 2. \| Alessandro Covi \| UAE Team Emirates XRG \| + 11 mp \| \| \| 3. \| Albert Philipsen \| Lidl-Trek \| + 13 mp \| \| \| 4. \| Alexander Hajek \| Red Bull-Bora-Hansgrohe \| + 17 mp \| \| \| 5. \| Pavel Novák \| MBH Bank Ballan CSB \| + 17 mp \| \| \| 6. \| Jan Castellon \| Caja Rural-Seguros RGA \| + 17 mp \| \| \| 7. \| Feldhoffer Bálint \| Team United Shipping \| + 22 mp \| \| \| 8. \| Odd Christian Eiking \| Unibet Tietema Rockets \| + 22 mp \| \| \| 9. \| Harm Vanhoucke \| Q36.5 Pro Cycling Team \| + 25 mp \| \| \| 10. \| Alex Tolio \| VF Group-Bardiani CSF-Faizanè \| + 25 mp \| \| |                      |                               |                   |
| |                      |                               |                   |
| |                      |                               |                   |
| Összetett verseny |                      |                               |                   |
| Versenyző | Versenyző            | Csapat                        | Idő               |
| 1. | Harold Martín López  | XDS Astana Team               | 12 óra 48 p 07 mp |
| 2. | Alessandro Covi      | UAE Team Emirates XRG         | + 11 mp           |
| 3. | Albert Philipsen     | Lidl-Trek                     | + 13 mp           |
| 4. | Alexander Hajek      | Red Bull-Bora-Hansgrohe       | + 17 mp           |
| 5. | Pavel Novák          | MBH Bank Ballan CSB           | + 17 mp           |
| 6. | Jan Castellon        | Caja Rural-Seguros RGA        | + 17 mp           |
| 7. | Feldhoffer Bálint    | Team United Shipping          | + 22 mp           |
| 8. | Odd Christian Eiking | Unibet Tietema Rockets        | + 22 mp           |
| 9. | Harm Vanhoucke       | Q36.5 Pro Cycling Team        | + 25 mp           |
| 10. | Alex Tolio           | VF Group-Bardiani CSF-Faizanè | + 25 mp           |

### 4. szakasz
| Részhajrá                                          | Eredmény | Eredmény            |
| -------------------------------------------------- | -------- | ------------------- |
| SPR1 - 30,9 km Oroszlány, Szent Borbála tér        | 1.       | Louis Sutton        |
| SPR1 - 30,9 km Oroszlány, Szent Borbála tér        | 2.       | Diego Pablo Sevilla |
| SPR1 - 30,9 km Oroszlány, Szent Borbála tér        | 3.       | Riccardo Lucca      |
| SPR2 - 82,7 km Kápolnásnyék, Halász-kastély        | 1.       | Louis Sutton        |
| SPR2 - 82,7 km Kápolnásnyék, Halász-kastély        | 2.       | Riccardo Lucca      |
| SPR2 - 82,7 km Kápolnásnyék, Halász-kastély        | 3.       | Diego Pablo Sevilla |
| GPM1 - 90,1 km Nadap                               | 1.       | Diego Pablo Sevilla |
| GPM1 - 90,1 km Nadap                               | 2.       | Kamil Małecki       |
| GPM1 - 90,1 km Nadap                               | 3.       | Louis Sutton        |
| SPR3 - 143,7 km Székesfehérvár, célvonal (1. áth.) | 1.       | Alessandro Covi     |
| SPR3 - 143,7 km Székesfehérvár, célvonal (1. áth.) | 2.       | Ludovico Crescioli  |
| SPR3 - 143,7 km Székesfehérvár, célvonal (1. áth.) | 3.       | Alexander Hajek     |

| Tata - Székesfehérvár | sík szakasz | (154 km) |

A szakaszt változó időjárás tarkította erős széllel és néha eleredő esővel. A nap szökésében Riccardo Lucca, Louis Sutton, Diego Pablo Sevilla, Kamil Malecki és Sander Nistad Stien vett részt, akikhez gyorsan csatlakozott Viktor Vandenberghe is. Előnyük nem haladta meg a 3 percet. A nap első és második, oroszlányi és kápolnásnyéki gyorsasági részhajráját Louis Sutton nyerte. A nap egyetlen, nadapi 3. kategóriás hegyi részhajrán Diego Pablo Sevilla győzött. Csákvár és Székesfehérvár között az oldalszélben a Lidl-Trek, az UAE Team Emirates XRG és a Jayco AlUla tagjai is megpróbálták megbontani a mezőnyt, de a mezőny ennek ellenére együtt érkezett Székesfehérvárra. A városban többen is próbáltak elszökni (többek között Dina Márton is), de minden támadást lereagált a mezőny. A nap harmadik gyorsasági részhajráját Alessandro Covi nyerte. A MET Aréna Székesfehérvár sportcsarnok körüli körpályán Michael Vanthourenhout és Pelikán János próbált szökni, eredménytelenül. A három megtett kör utáni végső, enyhén emelkedős sprintbefutónál Dylan Groenewegen volt a leggyorsabb, ezzel nyerve a szakaszt is. A holland bajnok harmadik Tour de Hongrie-szakaszgyőzelmét, valamint idén első győzelmét aratta. A versenyzők magas, 47,5 km/h-s átlagsebességgel teljesítették a szakaszt, mely a TdH második leggyorsabbja volt 2015 óta.
| \| A szakasz végeredménye \| A szakasz végeredménye \| A szakasz végeredménye \| A szakasz végeredménye \| A szakasz végeredménye \| \| Versenyző \| Versenyző \| Csapat \| Idő \| \| \| ---------------------- \| ------------------------ \| ----------------------- \| ---------------------- \| ---------------------- \| \| 1. \| Dylan Groenewegen \| Team Jayco AlUla \| 3 óra 14 p 39 mp \| \| \| 2. \| Danny van Poppel \| Red Bull-Bora-Hansgrohe \| + 0 mp \| \| \| 3. \| Tim Torn Teutenberg \| Lidl-Trek \| + 0 mp \| \| \| 4. \| Jules Hesters \| Team Flanders-Baloise \| + 0 mp \| \| \| 5. \| Matteo Malucelli \| XDS Astana Team \| + 0 mp \| \| \| 6. \| Giacomo Nizzolo \| Q36.5 Pro Cycling Team \| + 0 mp \| \| \| 7. \| Marc Brustenga \| Equipo Kern Pharma \| + 0 mp \| \| \| 8. \| Matyáš Kopecký \| Team Novo Nordisk \| + 0 mp \| \| \| 9. \| Mihajlo Stolić \| Team United Shipping \| + 0 mp \| \| \| 10. \| Andoni López de Abetxuko \| Euskaltel-Euskadi \| + 0 mp \| \| |                          |                         |                  |
| |                          |                         |                  |
| |                          |                         |                  |
| A szakasz végeredménye |                          |                         |                  |
| Versenyző | Versenyző                | Csapat                  | Idő              |
| 1. | Dylan Groenewegen        | Team Jayco AlUla        | 3 óra 14 p 39 mp |
| 2. | Danny van Poppel         | Red Bull-Bora-Hansgrohe | + 0 mp           |
| 3. | Tim Torn Teutenberg      | Lidl-Trek               | + 0 mp           |
| 4. | Jules Hesters            | Team Flanders-Baloise   | + 0 mp           |
| 5. | Matteo Malucelli         | XDS Astana Team         | + 0 mp           |
| 6. | Giacomo Nizzolo          | Q36.5 Pro Cycling Team  | + 0 mp           |
| 7. | Marc Brustenga           | Equipo Kern Pharma      | + 0 mp           |
| 8. | Matyáš Kopecký           | Team Novo Nordisk       | + 0 mp           |
| 9. | Mihajlo Stolić           | Team United Shipping    | + 0 mp           |
| 10. | Andoni López de Abetxuko | Euskaltel-Euskadi       | + 0 mp           |

| \| Összetett verseny \| Összetett verseny \| Összetett verseny \| Összetett verseny \| Összetett verseny \| \| Versenyző \| Versenyző \| Csapat \| Idő \| \| \| ----------------- \| -------------------- \| ----------------------------- \| ----------------- \| ----------------- \| \| 1. \| Harold Martín López \| XDS Astana Team \| 16 óra 02 p 46 mp \| \| \| 2. \| Alessandro Covi \| UAE Team Emirates XRG \| + 8 mp \| \| \| 3. \| Albert Philipsen \| Lidl-Trek \| + 13 mp \| \| \| 4. \| Alexander Hajek \| Red Bull-Bora-Hansgrohe \| + 16 mp \| \| \| 5. \| Jan Castellon \| Caja Rural-Seguros RGA \| + 17 mp \| \| \| 6. \| Pavel Novák \| MBH Bank Ballan CSB \| + 17 mp \| \| \| 7. \| Feldhoffer Bálint \| Team United Shipping \| + 22 mp \| \| \| 8. \| Odd Christian Eiking \| Unibet Tietema Rockets \| + 22 mp \| \| \| 9. \| Harm Vanhoucke \| Q36.5 Pro Cycling Team \| + 25 mp \| \| \| 10. \| Alex Tolio \| VF Group-Bardiani CSF-Faizanè \| + 25 mp \| \| |                      |                               |                   |
| |                      |                               |                   |
| |                      |                               |                   |
| Összetett verseny |                      |                               |                   |
| Versenyző | Versenyző            | Csapat                        | Idő               |
| 1. | Harold Martín López  | XDS Astana Team               | 16 óra 02 p 46 mp |
| 2. | Alessandro Covi      | UAE Team Emirates XRG         | + 8 mp            |
| 3. | Albert Philipsen     | Lidl-Trek                     | + 13 mp           |
| 4. | Alexander Hajek      | Red Bull-Bora-Hansgrohe       | + 16 mp           |
| 5. | Jan Castellon        | Caja Rural-Seguros RGA        | + 17 mp           |
| 6. | Pavel Novák          | MBH Bank Ballan CSB           | + 17 mp           |
| 7. | Feldhoffer Bálint    | Team United Shipping          | + 22 mp           |
| 8. | Odd Christian Eiking | Unibet Tietema Rockets        | + 22 mp           |
| 9. | Harm Vanhoucke       | Q36.5 Pro Cycling Team        | + 25 mp           |
| 10. | Alex Tolio           | VF Group-Bardiani CSF-Faizanè | + 25 mp           |

### 5. szakasz
| Részhajrá                                     | Eredmény | Eredmény            |
| --------------------------------------------- | -------- | ------------------- |
| SPR1 - 17,6 km Zsámbék, Etyeki utca           | 1.       | Albert Philipsen    |
| SPR1 - 17,6 km Zsámbék, Etyeki utca           | 2.       | Tim Torn Teutenberg |
| SPR1 - 17,6 km Zsámbék, Etyeki utca           | 3.       | Ludovico Crescioli  |
| GPM1 - 47,9 km Pilisszántó                    | 1.       | Siebe Deweirdt      |
| GPM1 - 47,9 km Pilisszántó                    | 2.       | Szijártó Zétény     |
| GPM1 - 47,9 km Pilisszántó                    | 3.       | Baptiste Huyet      |
| GPM1 - 47,9 km Pilisszántó                    | 4.       | Jakub Otruba        |
| GPM1 - 47,9 km Pilisszántó                    | 5.       | Owen Geleijn        |
| GPM2 - 75,5 km Pilisszántó                    | 1.       | Siebe Deweirdt      |
| GPM2 - 75,5 km Pilisszántó                    | 2.       | Owen Geleijn        |
| GPM2 - 75,5 km Pilisszántó                    | 3.       | Tord Wikander       |
| GPM2 - 75,5 km Pilisszántó                    | 4.       | Szijártó Zétény     |
| GPM2 - 75,5 km Pilisszántó                    | 5.       | Baptiste Huyet      |
| GPM3 - 103,2 km Pilisszántó                   | 1.       | Siebe Deweirdt      |
| GPM3 - 103,2 km Pilisszántó                   | 2.       | Owen Geleijn        |
| GPM3 - 103,2 km Pilisszántó                   | 3.       | Szijártó Zétény     |
| GPM3 - 103,2 km Pilisszántó                   | 4.       | Tord Wikander       |
| GPM3 - 103,2 km Pilisszántó                   | 5.       | Baptiste Huyet      |
| SPR2 - 153,2 km Esztergom, bazilika (1. áth.) | 1.       | Owen Geleijn        |
| SPR2 - 153,2 km Esztergom, bazilika (1. áth.) | 2.       | Jakub Otruba        |
| SPR2 - 153,2 km Esztergom, bazilika (1. áth.) | 3.       | Luca Colnaghi       |
| SPR3 - 161,3 km Esztergom, bazilika (2. áth.) | 1.       | Jakub Otruba        |
| SPR3 - 161,3 km Esztergom, bazilika (2. áth.) | 2.       | Owen Geleijn        |
| SPR3 - 161,3 km Esztergom, bazilika (2. áth.) | 3.       | Alessandro Covi     |

| Etyek - Esztergom | közepes hegyi szakasz | (170 km) |

A negyedik szakaszhoz hasonlóan változékony, hűvös és esős időjárásban kezdődött az utolsó szakasz. A rajt előtt két órával eleredt az eső Etyeken. A szakasz elején nagy tempót diktált a mezőny, az összetett esélyesek a zsámbéki részhajrához siettek, hogy begyűjtsék a bónuszmásodperceket. Ezt Albert Withen Philipsen nyerte csapattársa, Tim Torn Teutenberg előtt. A nap szökése csak ez után alakult ki, benne Szijártó Zétény, Owen Geleijn, Baptiste Huyet, Jakub Otruba, Luca Colnaghi, Tord Wikander és a piros trikós Siebe Deweirdt. Gönczy Gergő egy bukás következtében feladta a versenyt, mivel az esésnél kiugrott a válla. A következő, Pilisvörösvárt, Pilisszentkeresztet és Csobánkát érintő három kör egyúttal három 2. kategóriás hegyi részhajrát is tartalmazott Pilisszántón, értékes pontokat kínálva a piros trikós harcban. Mindhárom hegyi részhajrát Siebe Deweirdt söpörte be, így az összetett piros trikójáért már csak limitidőn belül kellett célbaérnie, amit meg is tett. Ezzel a tavalyi TdH után újra ő nyerte a hegyi pontversenyt. A körözés alatt a szökés előnye 5 percnél tetőzött (ami az öt szakasz során a legnagyobb előny volt), majd az utolsó körre gyors csökkenésnek indult. Az Euskaltel-Euskadi és a névnapos Fetter Erik próbálkozott támadásokkal, de mindegyik sikertelenül, mivel a mezőny elkapta őket. Az esztergomi körpályán több darabra szakadt a szökés, az utolsó körre már csak Jakub Otruba és Owen Geleijn maradt elöl, egészen az utolsó kilométerig. A bazilika előtti áthaladásnál Owen Geleijn és Jakub Otruba nyerték a szakasz második és harmadik gyorsasági részhajráját. A harmadik sprinten Alessandro Covi a harmadik helyet szerezte meg, ezzel egy bónuszmásodpercet begyűjtve. Az emelkedős és macskaköves befutón a sprinterek ötfős csoportja csatázott a szakaszgyőzelemért: Juan Sebastian Molano tökéletes felvezetést kapott csapattársától, Ivo Oliveirától, ezzel megnyerte a zárószakaszt. Második helyen a zöld trikós Danny van Poppel, a harmadik helyen Tim Torn Teutenberg ért célba.
Az összetett versenyben Harold Martín López megtartotta a sárga trikót, így a sorozat történetében első ecuadoriként ő lett a 2025-ös bajnok. Az összetett második helyén Alessandro Covi zárt, míg a dobogó utolsó fokára Albert Withen Philipsen állhatott fel. Feldhoffer Bálint az összetettben 27 másodperces hátránnyal hetedik helyen végzett, ezzel a mindössze 19 éves versenyző megtartotta a legjobb magyarnak járó fehér trikót. A magyarok versenyében Dina Márton második, Valent Márk harmadik helyen zártak.
| \| A szakasz végeredménye \| A szakasz végeredménye \| A szakasz végeredménye \| A szakasz végeredménye \| A szakasz végeredménye \| \| Versenyző \| Versenyző \| Csapat \| Idő \| \| \| ---------------------- \| ---------------------- \| ----------------------- \| ---------------------- \| ---------------------- \| \| 1. \| Juan Sebastián Molano \| UAE Team Emirates XRG \| 3 óra 54 p 02 mp \| \| \| 2. \| Danny van Poppel \| Red Bull-Bora-Hansgrohe \| + 0 mp \| \| \| 3. \| Tim Torn Teutenberg \| Lidl-Trek \| + 0 mp \| \| \| 4. \| Ivo Oliveira \| UAE Team Emirates XRG \| + 0 mp \| \| \| 5. \| Matyáš Kopecký \| Team Novo Nordisk \| + 0 mp \| \| \| 6. \| David González \| Q36.5 Pro Cycling Team \| + 5 mp \| \| \| 7. \| Jules Hesters \| Team Flanders-Baloise \| + 5 mp \| \| \| 8. \| Lindsay De Vylder \| Team Flanders-Baloise \| + 5 mp \| \| \| 9. \| Joel Nicolau \| Caja Rural-Seguros RGA \| + 5 mp \| \| \| 10. \| Alessandro Covi \| UAE Team Emirates XRG \| + 5 mp \| \| |                       |                         |                  |
| |                       |                         |                  |
| |                       |                         |                  |
| A szakasz végeredménye |                       |                         |                  |
| Versenyző | Versenyző             | Csapat                  | Idő              |
| 1. | Juan Sebastián Molano | UAE Team Emirates XRG   | 3 óra 54 p 02 mp |
| 2. | Danny van Poppel      | Red Bull-Bora-Hansgrohe | + 0 mp           |
| 3. | Tim Torn Teutenberg   | Lidl-Trek               | + 0 mp           |
| 4. | Ivo Oliveira          | UAE Team Emirates XRG   | + 0 mp           |
| 5. | Matyáš Kopecký        | Team Novo Nordisk       | + 0 mp           |
| 6. | David González        | Q36.5 Pro Cycling Team  | + 5 mp           |
| 7. | Jules Hesters         | Team Flanders-Baloise   | + 5 mp           |
| 8. | Lindsay De Vylder     | Team Flanders-Baloise   | + 5 mp           |
| 9. | Joel Nicolau          | Caja Rural-Seguros RGA  | + 5 mp           |
| 10. | Alessandro Covi       | UAE Team Emirates XRG   | + 5 mp           |

| \| Összetett verseny \| Összetett verseny \| Összetett verseny \| Összetett verseny \| Összetett verseny \| \| Versenyző \| Versenyző \| Csapat \| Idő \| \| \| ----------------- \| -------------------- \| ----------------------- \| ----------------- \| ----------------- \| \| 1. \| Harold Martín López \| XDS Astana Team \| 19 óra 56 p 53 mp \| \| \| 2. \| Alessandro Covi \| UAE Team Emirates XRG \| + 7 mp \| \| \| 3. \| Albert Philipsen \| Lidl-Trek \| + 10 mp \| \| \| 4. \| Alexander Hajek \| Red Bull-Bora-Hansgrohe \| + 16 mp \| \| \| 5. \| Jan Castellon \| Caja Rural-Seguros RGA \| + 26 mp \| \| \| 6. \| Pavel Novák \| MBH Bank Ballan CSB \| + 26 mp \| \| \| 7. \| Feldhoffer Bálint \| Team United Shipping \| + 27 mp \| \| \| 8. \| Ludovico Crescioli \| Team Polti VisitMalta \| + 30 mp \| \| \| 9. \| Odd Christian Eiking \| Unibet Tietema Rockets \| + 31 mp \| \| \| 10. \| Urko Berrade \| Equipo Kern Pharma \| + 33 mp \| \| |                      |                         |                   |
| |                      |                         |                   |
| |                      |                         |                   |
| Összetett verseny |                      |                         |                   |
| Versenyző | Versenyző            | Csapat                  | Idő               |
| 1. | Harold Martín López  | XDS Astana Team         | 19 óra 56 p 53 mp |
| 2. | Alessandro Covi      | UAE Team Emirates XRG   | + 7 mp            |
| 3. | Albert Philipsen     | Lidl-Trek               | + 10 mp           |
| 4. | Alexander Hajek      | Red Bull-Bora-Hansgrohe | + 16 mp           |
| 5. | Jan Castellon        | Caja Rural-Seguros RGA  | + 26 mp           |
| 6. | Pavel Novák          | MBH Bank Ballan CSB     | + 26 mp           |
| 7. | Feldhoffer Bálint    | Team United Shipping    | + 27 mp           |
| 8. | Ludovico Crescioli   | Team Polti VisitMalta   | + 30 mp           |
| 9. | Odd Christian Eiking | Unibet Tietema Rockets  | + 31 mp           |
| 10. | Urko Berrade         | Equipo Kern Pharma      | + 33 mp           |

## Összegzés
| Típus                | Helyezés | Helyezés | Helyezés | Helyezés | Helyezés | Helyezés | Helyezés | Helyezés | Helyezés | Helyezés |
| Típus                | 1.       | 2.       | 3.       | 4.       | 5.       | 6.       | 7.       | 8.       | 9.       | 10.      |
| -------------------- | -------- | -------- | -------- | -------- | -------- | -------- | -------- | -------- | -------- | -------- |
| Szakaszbefutók       | 20       | 16       | 14       | 12       | 10       | 8        | 6        | 4        | 2        | 1        |
| Gyorsasági részhajrá | 5        | 3        | 1        | –        | –        | –        | –        | –        | –        | –        |

| Típus                  | Helyezés | Helyezés | Helyezés | Helyezés | Helyezés | Helyezés | Helyezés |
| Típus                  | 1.       | 2.       | 3.       | 4.       | 5.       | 6.       | 7.       |
| ---------------------- | -------- | -------- | -------- | -------- | -------- | -------- | -------- |
| 1. kategóriás emelkedő | 15       | 10       | 8        | 6        | 4        | 2        | 1        |
| 2. kategóriás emelkedő | 10       | 6        | 4        | 2        | 1        | –        | –        |
| 3. kategóriás emelkedő | 5        | 3        | 1        | –        | –        | –        | –        |

A korábbi évekhez hasonlóan a versenyen négy megkülönböztető trikót osztanak:
- sárga – az egyéni összetett versenyben vezető versenyző viseli (Visit Balaton 365, Aktív Magyarország, Magyar Kerékpáros Szövetség)[17][38]
- zöld – a gyorsasági pontversenyben vezető versenyző viseli (Europcar, Škoda)[17][39]
- piros – a hegyi pontversenyben vezető versenyző viseli (Cofidis)[17][40]
- fehér – az egyéni összetett versenyben legjobb helyen álló magyar versenyző viseli (Magyar Közút)[17][41]

A csapatversenybe minden csapat három leggyorsabb versenyzőjének ideje számít be, minden szakaszon. A verseny végén a csapatverseny győztese a legkisebb összesített időeredménnyel rendelkező csapat.
| Szakasz    | Győztes               | Összetett verseny sárga trikó | Pontverseny zöld trikó | Hegyi pontverseny piros trikó | A legjobb magyar fehér trikó | Csapatverseny          |
| ---------- | --------------------- | ----------------------------- | ---------------------- | ----------------------------- | ---------------------------- | ---------------------- |
| 1. szakasz | Danny van Poppel      | Danny van Poppel              | Danny van Poppel       | Siebe Deweirdt                | Pelikán János                | Lidl–Trek              |
| 2. szakasz | Danny van Poppel      | Danny van Poppel              | Danny van Poppel       | Siebe Deweirdt                | Pelikán János                | Lidl–Trek              |
| 3. szakasz | Harold Martín López   | Harold Martín López           | Danny van Poppel       | Siebe Deweirdt                | Feldhoffer Bálint            | Unibet Tietema Rockets |
| 4. szakasz | Dylan Groenewegen     | Harold Martín López           | Danny van Poppel       | Siebe Deweirdt                | Feldhoffer Bálint            | Unibet Tietema Rockets |
| 5. szakasz | Juan Sebastián Molano | Harold Martín López           | Danny van Poppel       | Siebe Deweirdt                | Feldhoffer Bálint            | Unibet Tietema Rockets |
| Győztesek  | Győztesek             | Harold Martín López           | Danny van Poppel       | Siebe Deweirdt                | Feldhoffer Bálint            | Unibet Tietema Rockets |

- A 2. szakaszon a pontversenyben második Tim Torn Teutenberg viselte a zöld trikót, mivel az első helyezett Danny van Poppel a zöld helyett az összetett verseny vezetéséért járó sárga trikót viselte.[22]
- A 3. szakaszon a pontversenyben második Dylan Groenewegen viselte a zöld trikót, mivel az első helyezett Danny van Poppel a zöld helyett az összetett verseny vezetéséért járó sárga trikót viselte.[28]

## Végeredmény
| \| Összetett verseny \| Összetett verseny \| Összetett verseny \| Összetett verseny \| Összetett verseny \| \| Versenyző \| Versenyző \| Csapat \| Idő \| \| \| ----------------- \| -------------------- \| ----------------------- \| ----------------- \| ----------------- \| \| 1. \| Harold Martín López \| XDS Astana Team \| 19 óra 56 p 53 mp \| \| \| 2. \| Alessandro Covi \| UAE Team Emirates XRG \| + 7 mp \| \| \| 3. \| Albert Philipsen \| Lidl-Trek \| + 10 mp \| \| \| 4. \| Alexander Hajek \| Red Bull-Bora-Hansgrohe \| + 16 mp \| \| \| 5. \| Jan Castellon \| Caja Rural-Seguros RGA \| + 26 mp \| \| \| 6. \| Pavel Novák \| MBH Bank Ballan CSB \| + 26 mp \| \| \| 7. \| Feldhoffer Bálint \| Team United Shipping \| + 27 mp \| \| \| 8. \| Ludovico Crescioli \| Team Polti VisitMalta \| + 30 mp \| \| \| 9. \| Odd Christian Eiking \| Unibet Tietema Rockets \| + 31 mp \| \| \| 10. \| Urko Berrade \| Equipo Kern Pharma \| + 33 mp \| \| |                      |                         |                   |
| |                      |                         |                   |
| Forrás: ProCyclingStats |                      |                         |                   |
| Összetett verseny |                      |                         |                   |
| Versenyző | Versenyző            | Csapat                  | Idő               |
| 1. | Harold Martín López  | XDS Astana Team         | 19 óra 56 p 53 mp |
| 2. | Alessandro Covi      | UAE Team Emirates XRG   | + 7 mp            |
| 3. | Albert Philipsen     | Lidl-Trek               | + 10 mp           |
| 4. | Alexander Hajek      | Red Bull-Bora-Hansgrohe | + 16 mp           |
| 5. | Jan Castellon        | Caja Rural-Seguros RGA  | + 26 mp           |
| 6. | Pavel Novák          | MBH Bank Ballan CSB     | + 26 mp           |
| 7. | Feldhoffer Bálint    | Team United Shipping    | + 27 mp           |
| 8. | Ludovico Crescioli   | Team Polti VisitMalta   | + 30 mp           |
| 9. | Odd Christian Eiking | Unibet Tietema Rockets  | + 31 mp           |
| 10. | Urko Berrade         | Equipo Kern Pharma      | + 33 mp           |

| Pontverseny | Pontverseny           | Pontverseny             | Pontverseny | Pontverseny |
| Versenyző   | Versenyző             | Csapat                  | Pont        |             |
| ----------- | --------------------- | ----------------------- | ----------- | ----------- |
| 1.          | Danny van Poppel      | Red Bull-Bora-Hansgrohe | 73 pont     |             |
| 2.          | Tim Torn Teutenberg   | Lidl-Trek               | 61 pont     |             |
| 3.          | Dylan Groenewegen     | Team Jayco AlUla        | 50 pont     |             |
| 4.          | Juan Sebastián Molano | UAE Team Emirates XRG   | 30 pont     |             |
| 5.          | Matyáš Kopecký        | Team Novo Nordisk       | 26 pont     |             |
| 6.          | Marc Brustenga        | Equipo Kern Pharma      | 24 pont     |             |
| 7.          | Alessandro Covi       | UAE Team Emirates XRG   | 23 pont     |             |
| 8.          | Jules Hesters         | Team Flanders-Baloise   | 22 pont     |             |
| 9.          | Harold Martín López   | XDS Astana Team         | 20 pont     |             |
| 10.         | Pelikán János         | Team United Shipping    | 20 pont     |             |

| Hegyi pontverseny | Hegyi pontverseny   | Hegyi pontverseny            | Hegyi pontverseny | Hegyi pontverseny |
| Versenyző         | Versenyző           | Csapat                       | Pont              |                   |
| ----------------- | ------------------- | ---------------------------- | ----------------- | ----------------- |
| 1.                | Siebe Deweirdt      | Team Flanders-Baloise        | 55 pont           |                   |
| 2.                | Harold Martín López | XDS Astana Team              | 15 pont           |                   |
| 3.                | Owen Geleijn        | Unibet Tietema Rockets       | 13 pont           |                   |
| 4.                | Szijártó Zétény     | Team United Shipping         | 12 pont           |                   |
| 5.                | Gabriele Raccagni   | Team Polti VisitMalta        | 10 pont           |                   |
| 6.                | Alessandro Covi     | UAE Team Emirates XRG        | 10 pont           |                   |
| 7.                | Albert Philipsen    | Lidl-Trek                    | 8 pont            |                   |
| 8.                | Rózsa Balázs        | Epronex-Hungary Cycling Team | 7 pont            |                   |
| 9.                | Michal Schuran      | Team United Shipping         | 7 pont            |                   |
| 10.               | Pavel Novák         | MBH Bank Ballan CSB          | 6 pont            |                   |

| Csapatverseny | Csapatverseny                    | Csapatverseny     | Csapatverseny |
| Csapat        | Csapat                           | Idő               |               |
| ------------- | -------------------------------- | ----------------- | ------------- |
| 1.            | Unibet Tietema Rockets           | 59 óra 52 p 45 mp |               |
| 2.            | Caja Rural-Seguros RGA           | + 20 mp           |               |
| 3.            | Q36.5 Pro Cycling Team           | + 26 mp           |               |
| 4.            | Team Polti VisitMalta            | + 29 mp           |               |
| 5.            | Euskaltel-Euskadi                | + 45 mp           |               |
| 6.            | Equipo Kern Pharma               | + 45 mp           |               |
| 7.            | MBH Bank Ballan CSB              | + 56 mp           |               |
| 8.            | Pauwels Sauzen-Cibel Clementines | + 2 p 44 mp       |               |
| 9.            | Lidl-Trek                        | + 5 p 08 mp       |               |
| 10.           | Team United Shipping             | + 5 p 52 mp       |               |

## Külső hivatkozások
- A Tour de Hongrie hivatalos weboldala
- A verseny a ProCyclingStats weboldalon
- A verseny a Nemzetközi Kerékpáros-szövetség (UCI) weboldalán
- Az útvonal interaktív térképen (Google Maps)